# Constanța
Constanța (limba greacă veche: Tόμις - Tomis, latină: Tomis Constantiana, limba greacă Κωνστάντζα - Konstandza, limba tătară crimeeană Qöstence, limba aromână Custantsa, limba turcă otomană كو ستنجه  - Köstendje, turcă Köstence, bulgară Кюстенджа - Kiustendja) este municipiul de reședință al județului cu același nume, Dobrogea, România, format din localitățile componente Constanța (reședința), Mamaia și Palazu Mare.
Constanța este unul dintre cele mai vechi orașe atestate de pe teritoriul României. Prima atestare documentară datează din 657 î.Hr. când pe locul actualei peninsule (și chiar sub apele de azi, în dreptul Cazinoului) s-a format o colonie greacă numită Tomis. Localitatea a fost cucerită de romani în 71 î.Hr. și redenumită Constantiana după sora împăratului Constantin cel Mare. În cursul secolului XIII Marea cea mare (cum era denumită atunci Marea Neagră) a fost dominată de negustorii italieni din Genova care au ajutat la dezvoltarea orașului. Ulterior, Constanța a suferit un declin sub conducerea otomană, devenind un simplu sat locuit de pescari greci și de crescători tătari de cai și oi. Localitatea a redevenit oraș după construirea căii ferate Cernavodă-Constanța și a portului, în 1865, pentru exportul grânelor românești. După Războiul de Independență (1877-1878), când Dobrogea a devenit parte a României, Constanța, principal port al statului, a crescut continuu, deținând acest rol până astăzi.
Portul Constanța acoperă o suprafață de 39,26 km², are o lungime de aproape 30 km, este cel mai mare port din bazinul Mării Negre și se află pe locul 4 în Europa.

## Istorie

### Antichitate

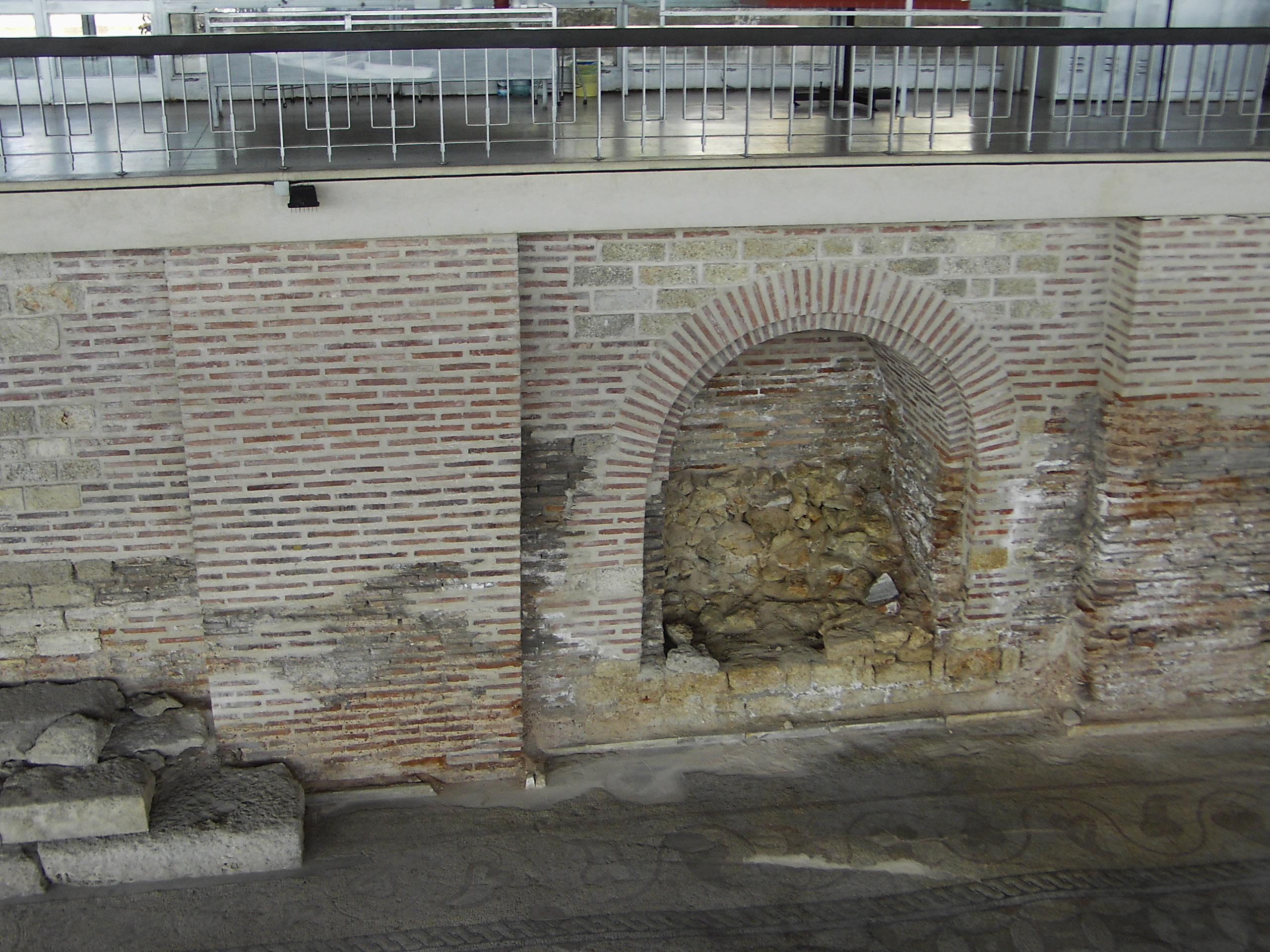
Mozaic roman găsit în urma cercetărilor arheologice în centrul istoric al orașului.

Constanța a fost fondată în urma colonizării grecești a bazinului Mării Negre (greacă Pontos Euxeinos) de către coloniști milezieni în secolele VII-V î.Hr., sub numele de Tomis. Acest nume este probabil derivat din cuvântul grecesc τομή (tomí) însemnând tăietură, despicătură. Conform legendei, Iason și argonauții săi ar fi poposit aici după ce fuseseră trimiși în Caucaz să fure „Lâna de Aur”. Urmăriți de flota regelui Colhidei, Aietes „Uliul”, l-ar fi tăiat în bucăți pe fiul acestuia, Absyrtos, până atunci ținut ostatic la bord, pentru a-l obliga pe rege să caute și să adune resturile în vederea ceremoniei funerare, dând astfel argonauților timpul necesar pentru a fugi spre Bosfor. Însă arheologii consideră mai plauzibil ca tăietura (din linia țărmului) să fi desemnat mai degrabă portul antic, astăzi submers, în fața Cazinoului. O altă posibilă origine a numelui ar fi Tomiris, regină mitică a masageților, un popor scitic ce trăia între Marea Neagră și Marea Caspică, citat de Herodot.
Milezienii au găsit pe aceste locuri o așezare getică, noul oraș ajungând la nivelul unui polis de-abia în secolul IV-III î.Hr. Portul folosit de greci pentru comerțul cu locuitorii acestor regiuni (daci, sciți și celți) a permis dezvoltarea unui centru urbanistic. Tomis a devenit o parte a Imperiului Roman în anul 46, iar Publius Ovidius Naso, poetul roman, a fost exilat aici între anii 8–17 e.n., petrecându-și în Tomis ultimii opt ani din viață.
Cetatea portuară a rezistat vremurilor tulburi din secolele al III-lea și al IV-lea, frământate de numeroase invazii gotice, scitice și hunice, devenind reședința provinciei Sciția Mică (latină Scythia Minor,  Μικρά Σκυθία / Mikrá Skithía). După împărțirea Imperiului Roman, Tomis, împreună cu întreaga Sciție Mică, a revenit Imperiului roman de Răsărit și a fost redenumită Constantiana. A rămas o cetate și un port a Imperiului de Răsărit până în secolul al VII-lea, când a fost părăsită din cauza năvălirilor slavilor și proto-bulgarilor, care cuceresc Sciția Mică în anul 680 după bătălia de la Ongal.

### Evul Mediu și Era Modernă
| Istoria apartenenței statale România 1878-prezent Imperiul Otoman 1418-1878 Țara Românească 1389-1418 Despotatul Dobrogei 1325-1389 Imperiul Bizantin 1280-1325 Țaratul Vlaho-Bulgar 1185-1280 Imperiul Bizantin 918-1185 Țaratul Bulgar 864-918 Hanatul Bulgar de la Dunăre 681-864 Imperiul Roman de Răsărit 285-681 Imperiul Roman 27 î.Hr.-285 d.Hr. Republica Romană 44 î.Hr.-27 î.Hr. Colonie grecească mileziană sec.6 î.Hr.-44 î.Hr. |

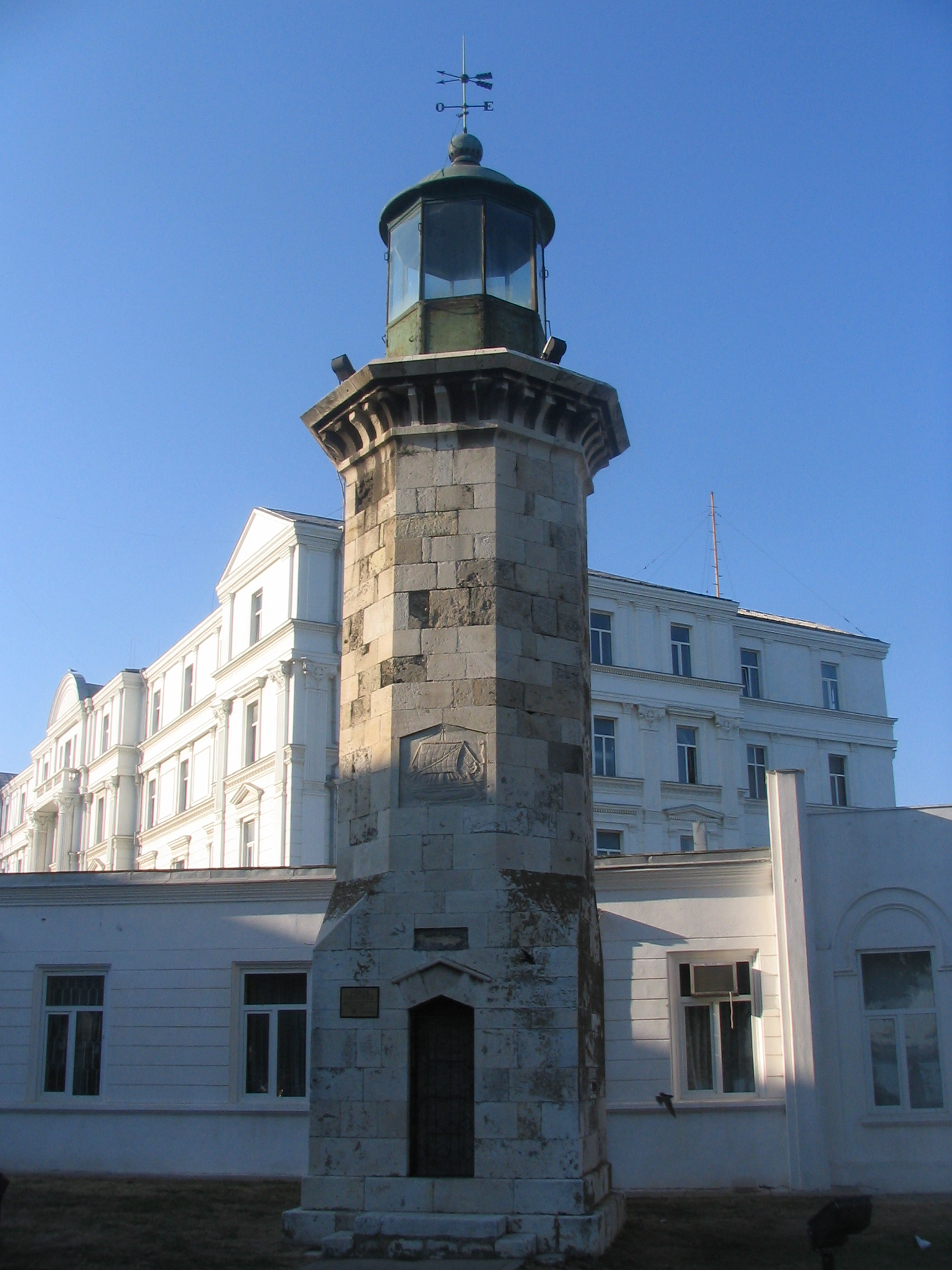
Așa-numitul „far genovez” terminat în 1860, pe un soclu genovez din jurul anului 1300.

În timpul Evului Mediu, Constantiniana reapare sub numele de Constanza ca una dintre piețele comerțului genovez în bazinul Mării Negre. Negustorii și armatorii genovezi se stabilesc în peninsulă și folosesc pietrele antice pentru a ridica o nouă fortificare de-a lungul actualei străzi Sulmona. Până în zilele noastre a rămas din acele timpuri o temelie pe care a fost clădit ulterior așa-numitul „far Genovez”. După disoluția celui de al Doilea Țarat Bulgar urmează perioada de independență a Dobrogei și o scurtă stăpânire muntenească, pe vremea lui Mircea cel Bătrân. La începutul secolului al XV-lea, Dobrogea, împreună cu Constanța, au fost cucerite de Imperiul Otoman, care denumește micul orășel Küstence (pronunțat Küstenge). Importanța localității scade, fiindcă turcii rupseseră relațiile comerciale cu republicile maritime din Peninsula Italică.
În 1855, când flota anglo-franceză pornită spre Crimeea împotriva Rusiei, poposește aici pentru a lua apă și merinde (carne de oaie). Constanța, așa cum o descrie doctorul Camille Allard se întindea numai în peninsulă, la sud-est de actuala stradă Negru-Vodă; la nord-vest de această limită erau stâne, mori, pășuni și vii. În oraș locuiau pescari greci, lipoveni și turci, negustori și meșteșugari greci, români, turci, armeni, evrei și maltezi, oieri români și tătari, grădinari români, bulgari și găgăuzi. În 1865 britanicii termină calea ferată Cernavodă-Constanța pentru exportul grânelor din Țările Române (construită de compania „Danube and Black Sea Railway”) ; Marea-Britanie avea în oraș un consulat care, în 1861, îi ajutase pe exploratorul englez Samuel White Baker și pe consoarta acestuia, Florica Maria Sas, să obțină acte (sub numele de Florence Finnian pentru F.M. Sas) în scopul de a părăsi Imperiul Otoman (ulterior, respectivii devin celebri explorând împreună izvoarele Nilului). Dominația otomană ia sfârșit după Războiul Ruso-Turc din 1877-1878, când, prin decizia Congresului de la Berlin de la 1878, Dobrogea devine o provincie a regatului român. După 1878, populația românească sporește semnificativ odată cu sosirea armatei, administrației, învățământului și marinei române.
În perioada 1873-1883 s-au adăugat populației constănțene coloniști de origine germană, cunoscuți ca germani dobrogeni. Majoritatea au părăsit localitatea în 1940, fiind strămutați cu forța în Germania nazistă, sub lozinca Heim ins Reich (acasă în Reich).

### Regatul României

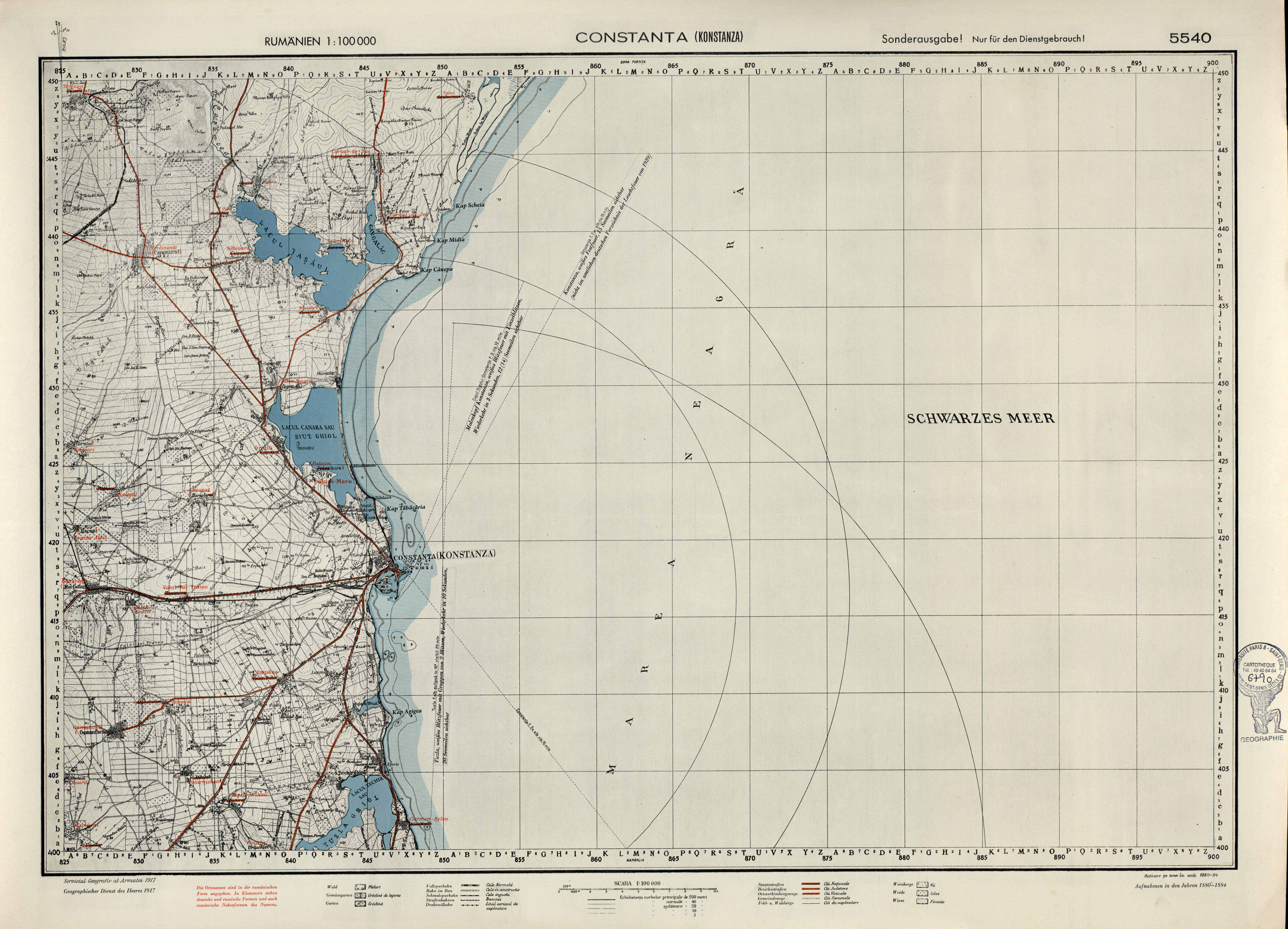
Hartă militară germană a Constanței și împrejurimilor din anul 1917, din arhiva armatei Mackensen.

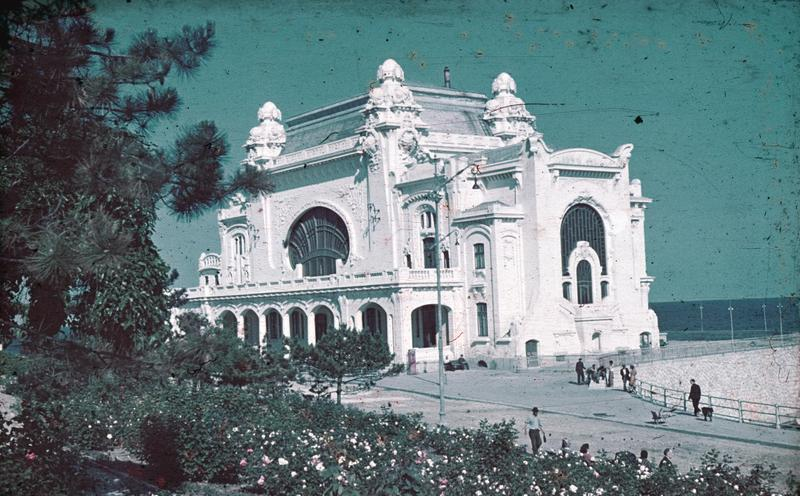
Cazinoul în 1941.

După ce Dobrogea a devenit o parte a României, a început o perioadă de dezvoltare urbanistică a Constanței, legată de românizarea subsecventă a litoralului unde până atunci, Românii („dicieni” dobrogeni, „măcineni” moldoveni sau „mocani” ardeleni) fuseseră minoritari față de tătari, turci și cerchezi (fiind doar una din minoritățile creștin-ortodoxe împreună cu grecii, lipovenii, bulgarii și găgăuzii). Orașul, numit de către regele Carol I „plămânul României”, a devenit portul principal al țării după ce Anghel Saligny a construit Podul de la Cernavodă (1895). Atunci s-au pus bazele Serviciului Maritim Român. S-a deschis o linie maritimă spre Istanbul, apoi prelungită spre Alexandria și numită „linia orientală”. Portul a fost modernizat și dezvoltat conform planului de reconstruire între 1895 și 1909. S-au construit drumuri și căi ferate adiționale care leagă Constanța de capitală și restul țării. Aceasta a fost o perioadă de prosperitate a Serviciului Maritim Român, ale cărui vase au navigat, nu numai pe „linia orientală” ci și pe „linia occidentală” (spre Marsilia și Rotterdam) și pe „linia de arhipelag” (spre Pireu și Salonic).

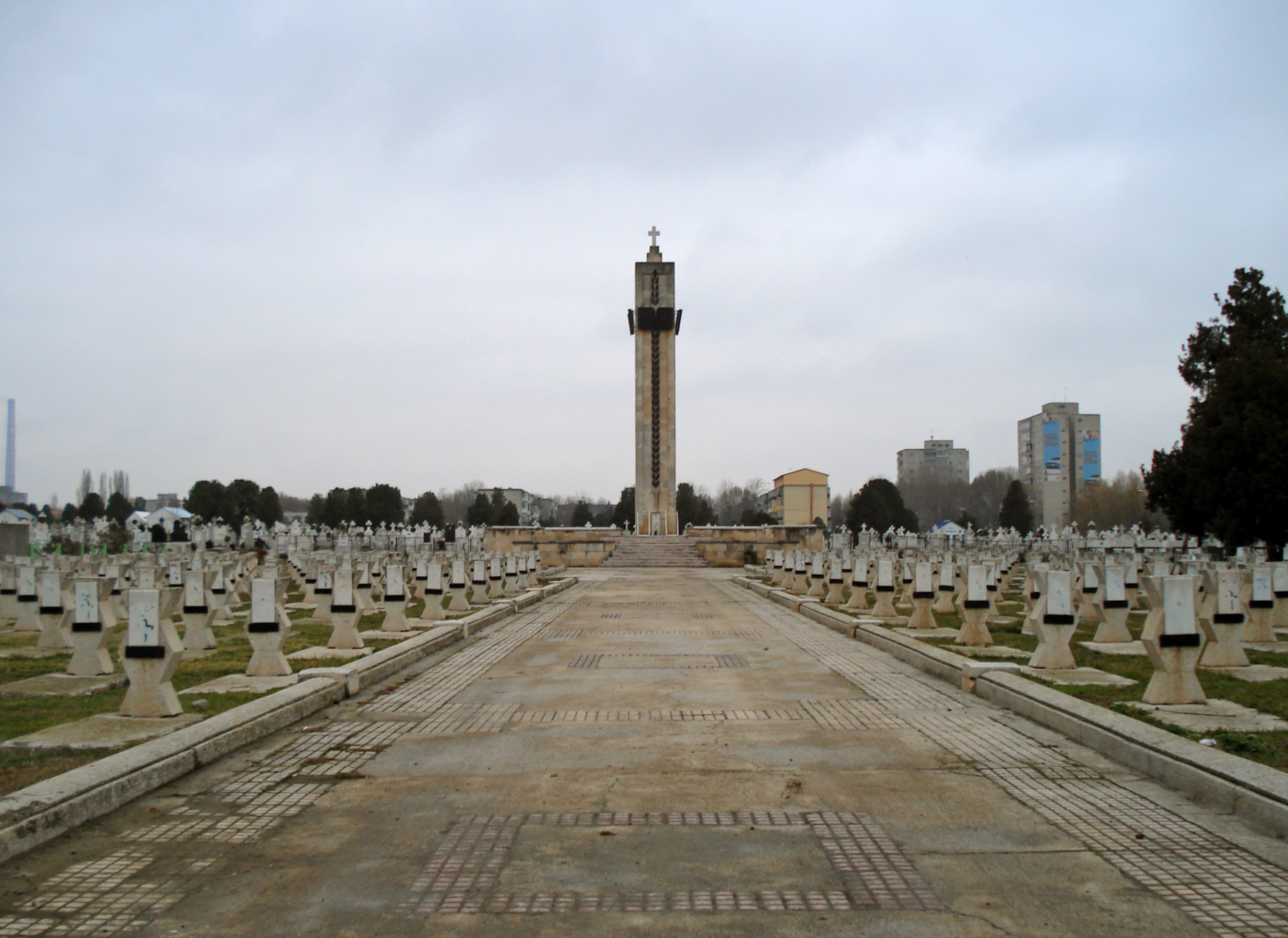
Monumentul dedicat soldaților români care au luptat în cel de al Doilea Război Mondial, situat în cimitirul central.

Orașul a suferit mult în cursul participării României la Primul Război Mondial (1916–1918). Multe clădiri de valoare istorică au fost distruse de către forțele germane și bulgare. Aceste evenimente au pus capăt celei mai rapide perioade de dezvoltare din întreaga istorie a Constanței. Totuși, după război, orașul și-a păstrat rolul. În perioada interbelică, 70% din traficul maritim românesc s-a concentrat în portul constănțean. Atunci s-a construit șantierul naval care a fost până la cel de al Doilea Război Mondial cea mai puternică întreprindere a regiunii.
România a intrat în cel de al Doilea Război Mondial ca aliată cu Puterile Axei. Astfel, portul constănțean a primit importanță din punct de vedere strategic, fiind bombardat de sovietici. La 23 august 1944, România a trecut de partea Aliaților. Totuși, Constanța a fost prădată de Armata Roșie când forțele sovietice au invadat țara. Uniunea Sovietică a confiscat flota românească aproape în întregime și a supus portul intereselor sovietice.

### După al Doilea Război Mondial
Sub regimul comunist Constanța și-a menținut statutul său de cel mai important port românesc, acesta dezvoltându-se și atribuindu-i-se importanța necesară. Între timp s-a dezvoltat și orașul propriu-zis, în special între 1960–1975, datorită industrializării rapide de tip sovietic. S-a mărit șantierul naval, s-a dezvoltat flota comercială și s-au construit multe uzine. De asemenea, s-a remarcat potențialul Constanței ca centru turistic și s-a început construirea infrastructurii necesare în orașul propriu-zis și în Mamaia.
În timpul revoluției din 1989 în Constanța s-au înregistrat 32 morți și 126 răniți. Municipiul a fost, împreună cu Clujul, unul dintre centrele secundare ale revoluției, fiind depășit în numărul victimelor doar de Timișoara, Brașov, Sibiu și București.
Acum Constanța rămâne cel mai important oraș portuar de pe coasta română a Mării Negre, și primul din Marea Neagră ca mărime din Uniunea Europeană. În ciuda importanței funcției turistice a municipiului, patrimoniul arhitectonic și cultural al acestuia a fost lăsat neîngrijit, precum atestă starea monumentelor din centrul istoric (cel mai cunoscut fiind cazinoul) ; în anul 2015 orașul și-a pierdut rândul de al doilea obiectiv cel mai vizitat din țară după capitală, în beneficiul Brașovului.

## Geografie

### Amplasare

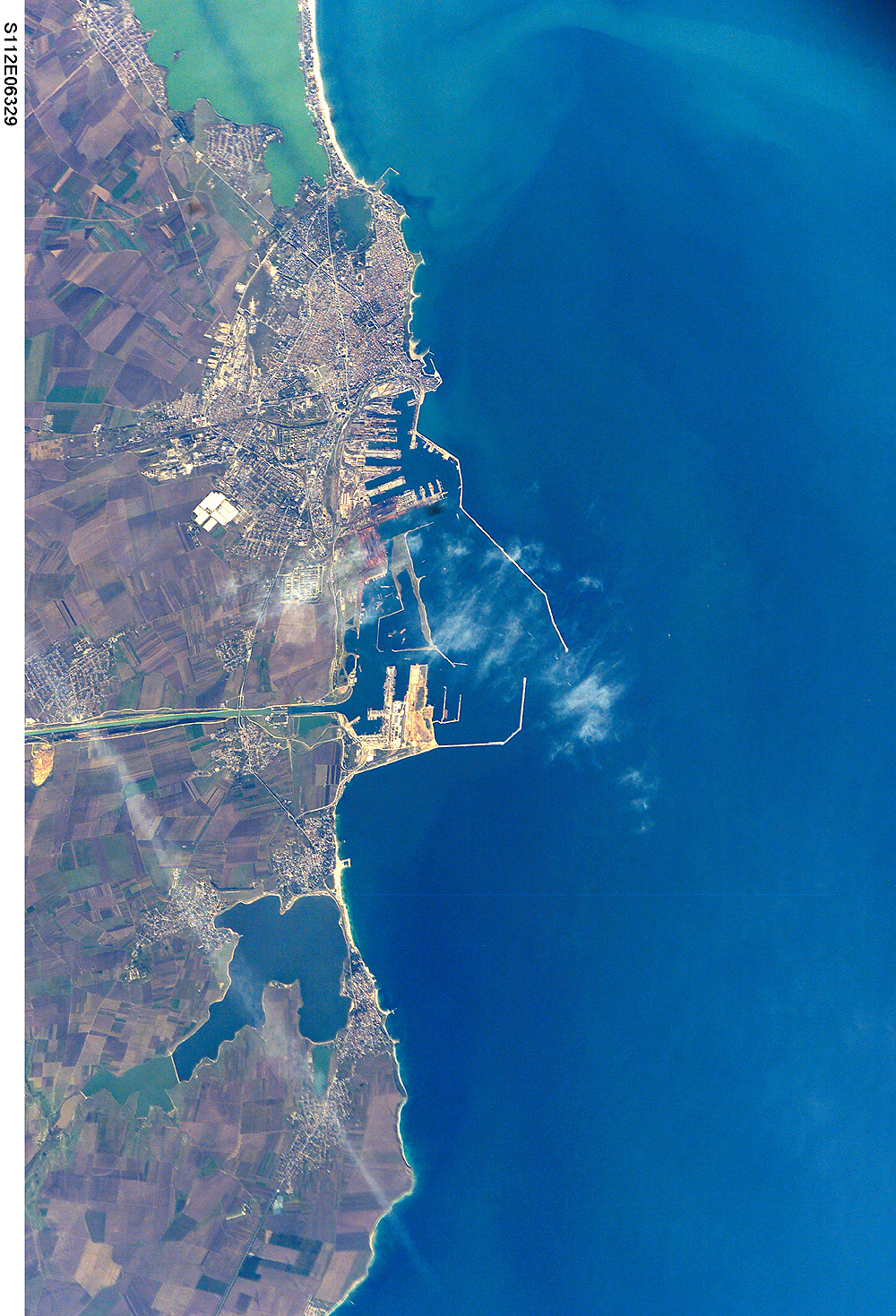
Constanța văzută din satelit

Constanța se află în județul cu același nume, în partea de sud-est a României. Se situează pe coasta Mării Negre, într-o zonă lagunară la est, deluroasă la nord și în partea centrală, și de câmpie la sud și vest. Orașul Constanța posedă o plajă proprie în lungime de 6 km. Partea de nord a municipiului, Mamaia, cea mai populată stațiune turistică de pe Litoral, se află pe malul unei lagune, având o plajă de 7 km lungime, plajă care continuă cu alți 6 km pe teritoriul orașului Năvodari.
Municipiul se învecinează cu orașele Năvodari și Ovidiu la nord, cu comuna Agigea la sud (cu aceste trei localități fiind lipit), orașul Murfatlar și comuna Valu lui Traian la vest, orașul Techirghiol și comuna Cumpăna la sud-vest și Marea Neagră la est. Constanța este împărțită în cartiere: la cele tradiționale precum Anadalchioi (Anadol-Köy în turcește), Tăbăcăria, Brotăcei, Faleza Nord, Coiciu, Palas, Medeea, Brătianu, Centru, Peninsula sau Viile Noi, s-au adăugat cartiere sau subdiviziuni noi precum Tomis I, II, III și Nord, Abator, CET, Km 4, 4-5 și 5, Faleza Sud (Poarta 6) și alte nume poetice, moșteniri ale "epocii de aur". Cartierele nu au o autonomie administrativă, cum este cazul sectoarelor Bucureștiului, iar granițele lor nu sunt exact delimitate.

### Ape
O mare parte din suprafața municipiului este amplasată într-o arie lagunară, având lacul Siutghiol (lacul lăptos în turcește, odinioară cunoscut ca „Limanul Canara” sau „Ghiolul Mare” printre constănțeni și „lacul Mamaia” în limbaj turistic) în nord și lacul Tăbăcăriei („Ghiolul Mic”) în nord-est. Constanța se află practic pe o insulă, municipiul fiind mărginit la nord și nord-vest de Canalul Poarta Albă-Midia Năvodari, la est de Marea Neagră, iar la sud și vest de Canalul Dunăre-Marea Neagră.
Deși la suprafață nu există nicio sursă de apă curgătoare, pe sub Constanța apa freatică din acviferul Jurasic-superior barremian, se scurge cu o viteză foarte redusă din direcția sud-vest spre nord-est. Debitul său este comparabil cu al Dunării, fiind un important zăcământ de apă potabilă care furnizează populației Constanței precum și turiștilor, numeroși vara, apa curentă necesară, extrasă prin câteva zeci de foraje. Consumul industrial se face din sursa de suprafață „Galeșu” aflată pe Canalul Poarta Albă-Midia-Năvodari . Din acest motiv municipiul nu s-a aflat niciodată în situația de a restricționa consumul de apă potabilă, chiar și în vârf de sezon turistic, pe caniculă sau secetă prelungită. De asemenea, Constanța este singurul municipiu din România și printre puținele orașe din lume care tratează apa potabilă destinată populației cu ultraviolete.

### Climă
Constanța este unul dintre cele mai calde orașe din România. Are un climat subtropical umed (Cfa), cu influențe oceanice și semi-aride. Există patru anotimpuri distincte în timpul anului.
Clima municipiului Constanța evoluează pe fondul general al climei temperate continentale, prezentând anumite particularități legate de poziția geografică și de componentele fizico-geografice ale teritoriului. Existența Mării Negre și, la nivel mai mic, a Dunării, cu o permanentă evaporare a apei, asigură umiditatea aerului și totodată provoacă reglarea încălzirii acestuia. Temperaturile medii anuale se înscriu cu valori superioare mediei pe România + 11,2ºC. Temperatura minimă înregistrată în Constanța a fost -25 °C la data de 10 februarie 1929, iar cea maximă +38,5 °C la data de 10 august 1927. Vânturile sunt determinate de circulația generală atmosferică. Brizele de zi și de noapte sunt caracteristice întregului județ Constanța.
Vara (începutul lunii iunie până la mijlocul lunii septembrie) este caldă și însorită, cu o medie de iulie și august de 23 °C. Majoritatea zilelor de vară văd o adiere blândă revigorantă a temperaturilor din timpul zilei. Nopțile sunt calde și oarecum mohorate din cauza căldurii stocate de mare.
Toamna începe la jumătatea sau sfârșitul lunii septembrie cu zile călduroase și însorite. Septembrie poate fi mai cald decât iunie, datorită căldurii acumulate de Marea Neagră pe timpul verii. Primul îngheț apare în medie la jumătatea lunii noiembrie.
Iarna este mai blândă decât alte orașe din sudul României. Zăpada nu abundă, dar vremea poate fi foarte vântoasă și neplăcută. Iarna ajunge mult mai târziu decât în interior, iar vremea din decembrie este adesea blândă, cu temperaturi ridicate care ating 8 °C - 12 °C. Temperatura medie a lunii ianuarie este de 1 °C. Furtunile de iarnă, care apar când marea devine deosebit de trădătoare, sunt o întâmplare frecventă între decembrie și martie.
Primăvara ajunge devreme, dar aerul este destul de plăcut. Adesea, în aprilie și mai, coasta Mării Negre este unul dintre cele mai frumoase locuri din România întâlnite la o altitudine mai mică de 500 m.

Patru dintre cei mai calzi șapte ani de la 1889 au avut loc după anul 2000 (2000, 2001, 2007 și 2008). Iarna și vara anului 2007 au fost, respectiv, cele mai caldă și a doua cea mai caldă din istoria înregistrată, cu medii lunare pentru ianuarie (+6,5 °C) și iunie (+23,0 °C), înregistrând recorduri în toate timpurile. În general, 2007 a fost cel mai cald an din 1889 când a început înregistrarea vremii.
| Date climatice pentru Constanța (1981–2010) | Date climatice pentru Constanța (1981–2010) | Date climatice pentru Constanța (1981–2010) | Date climatice pentru Constanța (1981–2010) | Date climatice pentru Constanța (1981–2010) | Date climatice pentru Constanța (1981–2010) | Date climatice pentru Constanța (1981–2010) | Date climatice pentru Constanța (1981–2010) | Date climatice pentru Constanța (1981–2010) | Date climatice pentru Constanța (1981–2010) | Date climatice pentru Constanța (1981–2010) | Date climatice pentru Constanța (1981–2010) | Date climatice pentru Constanța (1981–2010) | Date climatice pentru Constanța (1981–2010) |
| Luna | Ian                                         | Feb                                         | Mar                                         | Apr                                         | Mai                                         | Iun                                         | Iul                                         | Aug                                         | Sep                                         | Oct                                         | Nov                                         | Dec                                         | Anual                                       |
| --- | ------------------------------------------- | ------------------------------------------- | ------------------------------------------- | ------------------------------------------- | ------------------------------------------- | ------------------------------------------- | ------------------------------------------- | ------------------------------------------- | ------------------------------------------- | ------------------------------------------- | ------------------------------------------- | ------------------------------------------- | ------------------------------------------- |
| Maxima medie °C (°F) | 4.5 (40,1)                                  | 5.7 (42,3)                                  | 9.3 (48,7)                                  | 14.1 (57,4)                                 | 20.0 (68)                                   | 24.7 (76,5)                                 | 27.2 (81)                                   | 27.1 (80,8)                                 | 22.7 (72,9)                                 | 17.4 (63,3)                                 | 11.3 (52,3)                                 | 6.2 (43,2)                                  | 15,9 (60,6)                                 |
| Media zilnică °C (°F) | 1.3 (34,3)                                  | 2.0 (35,6)                                  | 5.5 (41,9)                                  | 10.3 (50,5)                                 | 16.1 (61)                                   | 20.7 (69,3)                                 | 23.2 (73,8)                                 | 23.0 (73,4)                                 | 18.6 (65,5)                                 | 13.5 (56,3)                                 | 7.7 (45,9)                                  | 3.0 (37,4)                                  | 12,1 (53,8)                                 |
| Minima medie °C (°F) | −1.4 (29,5)                                 | −0.7 (30,7)                                 | 2.7 (36,9)                                  | 7.3 (45,1)                                  | 12.5 (54,5)                                 | 16.9 (62,4)                                 | 19.1 (66,4)                                 | 19.0 (66,2)                                 | 14.9 (58,8)                                 | 10.3 (50,5)                                 | 4.9 (40,8)                                  | 0.3 (32,5)                                  | 8,8 (47,8)                                  |
| Minima istorică °C (°F) | −24.7 (−12.5)                               | −25 (−13.0)                                 | −12.8 (9)                                   | −4.5 (23,9)                                 | 1.8 (35,2)                                  | 6.4 (43,5)                                  | 7.6 (45,7)                                  | 8.0 (46,4)                                  | 1.0 (33,8)                                  | −12.4 (9,7)                                 | −11.7 (10,9)                                | −18.6 (−1.5)                                | −25 (−13,0)                                 |
| Precipitații mm (inches) | 27.6 (1.087)                                | 24.0 (0.945)                                | 34.0 (1.339)                                | 31.8 (1.252)                                | 37.9 (1.492)                                | 40.4 (1.591)                                | 37.5 (1.476)                                | 35.2 (1.386)                                | 42.1 (1.657)                                | 36.8 (1.449)                                | 45.6 (1.795)                                | 37.0 (1.457)                                | 429,9 (16,925)                              |
| Zăpadă cm (inches) | 7.0 (2.76)                                  | 7.0 (2.76)                                  | 4.2 (1.65)                                  | 0.0 (0)                                     | 0.0 (0)                                     | 0.0 (0)                                     | 0.0 (0)                                     | 0.0 (0)                                     | 0.0 (0)                                     | 0.0 (0)                                     | 5.5 (2.17)                                  | 3.4 (1.34)                                  | 27,1 (10,67)                                |
| Umiditate [%] | 86                                          | 85                                          | 85                                          | 83                                          | 81                                          | 78                                          | 76                                          | 77                                          | 79                                          | 82                                          | 86                                          | 88                                          | 82                                          |
| Nr. de zile cu precipitații (≥ 0.1 mm) | 9.9                                         | 8.5                                         | 9.2                                         | 8.2                                         | 9.1                                         | 8.2                                         | 7.0                                         | 4.6                                         | 6.1                                         | 7.1                                         | 9.0                                         | 10.5                                        | 97,4                                        |
| Ore însorite | 87                                          | 110                                         | 140                                         | 192                                         | 272                                         | 282                                         | 327                                         | 308                                         | 230                                         | 168                                         | 102                                         | 83                                          | 2.301                                       |
| Sursa nr. 1: World Meteorological Organization, Ogimet (mean temperatures and sun 1981–2010)                                                     |                                             |                                             |                                             |                                             |                                             |                                             |                                             |                                             |                                             |                                             |                                             |                                             |                                             |
| Sursa nr. 2: Romanian National Statistic Institute (extremes 1901–2000), NOAA (snowfall 1961–1990), Deutscher Wetterdienst (humidity, 1973–1993) |                                             |                                             |                                             |                                             |                                             |                                             |                                             |                                             |                                             |                                             |                                             |                                             |                                             |

## Demografie
Componența etnică a municipiului Constanța
     Români (76,47%)
     Tătari (2,58%)
     Turci (1,66%)
     Alte etnii (1,47%)
     Necunoscută (17,82%)
Componența confesională a municipiului Constanța
     Ortodocși (73,44%)
     Musulmani (4,49%)
     Alte religii (2,7%)
     Necunoscută (19,37%)
Conform recensământului efectuat în 2021, populația municipiului Constanța se ridică la 263.688 de locuitori, în scădere față de recensământul anterior din 2011, când fuseseră înregistrați 283.872 de locuitori. Majoritatea locuitorilor sunt români (76,47%), cu minorități de tătari (2,58%) și turci (1,66%), iar pentru 17,82% nu se cunoaște apartenența etnică. Din punct de vedere confesional, majoritatea locuitorilor sunt ortodocși (73,44%), cu o minoritate de musulmani (4,49%), iar pentru 19,37% nu se cunoaște apartenența confesională.

### Evoluție istorică
| Structura etnică a Constanței între 1853 și 2021 | Structura etnică a Constanței între 1853 și 2021 | Structura etnică a Constanței între 1853 și 2021 | Structura etnică a Constanței între 1853 și 2021 | Structura etnică a Constanței între 1853 și 2021 | Structura etnică a Constanței între 1853 și 2021 | Structura etnică a Constanței între 1853 și 2021 |
| Etnie                                            | 1853                                             | 1895                                             | 1913                                             | 2002                                             | 2011                                             | 2021                                             |
| ------------------------------------------------ | ------------------------------------------------ | ------------------------------------------------ | ------------------------------------------------ | ------------------------------------------------ | ------------------------------------------------ | ------------------------------------------------ |
| Total                                            | 5.204                                            | 10.419                                           | 27.201                                           | 310.471                                          | 283.872                                          | 263.688                                          |
| români                                           | 279 (5,4%)                                       | 2.519 (24,1%)                                    | 15.663 (57,6%)                                   | 286.332 (92,2%)                                  | 235.925 (83,11%)                                 | 201.648 (76,47%)                                 |
| tătari                                           | 1.853 (35,6%)                                    | 2.202 (21,1%)                                    | 277 (1%)                                         | 8.724 (2,8%)                                     | 7.367 (2,6%)                                     | 6.802 (2,58%)                                    |
| turci                                            | 104 (2,0%)                                       | 2.202 (21,1%)                                    | 2.451 (9%)                                       | 9.018 (2,9%)                                     | 6.525 (2,3%)                                     | 4.383 (1,66%)                                    |
| romi                                             | 127 (2,4%)                                       | datele indisponibile                             | datele indisponibile                             | 2.962 (0,95%)                                    | 2.225 (0,78%)                                    | 1.515 (0,57%)                                    |
| greci                                            | 1.542 (29,6%)                                    | 2.460 (23,6%)                                    | 3.170 (11,6%)                                    | 546 (0,17%)                                      | 231 (0,08%)                                      | 192 (0,07%)                                      |
| bulgari                                          | 342 (6,5%)                                       | 1.060 (10,1%)                                    | 940 (3,4%)                                       | 48 (0,01%)                                       | 18 (0,01%)                                       | 42 (0,02%)                                       |
| evrei                                            | 344 (6,6%)                                       | 855 (8,2%)                                       | 1.266 (4,6%)                                     | 44 (0,01%)                                       | 31 (0,01%)                                       | 29 (0,01%)                                       |
| Necunoscută                                      |                                                  |                                                  |                                                  | 10 (0.003%)                                      | 29.411 (10,36%)                                  | 46.990 (17,82%)                                  |

Date: Recensăminte sau birourile de statistică - grafică realizată de Wikipedia

## Politică și administrație
Municipiul Constanța este administrat de un primar și un consiliu local compus din 27 consilieri. Primarul, Vergil Chițac, de la Partidul Național Liberal, este în funcție din 2020. Începând cu alegerile locale din 2024, consiliul local are următoarea componență pe partide politice:
|  | Partid                          | Consilieri | Componența Consiliului | Componența Consiliului | Componența Consiliului | Componența Consiliului | Componența Consiliului | Componența Consiliului | Componența Consiliului | Componența Consiliului |
|  | ------------------------------- | ---------- | ---------------------- | ---------------------- | ---------------------- | ---------------------- | ---------------------- | ---------------------- | ---------------------- | ---------------------- |
|  | Partidul Social Democrat        | 8          |                        |                        |                        |                        |                        |                        |                        |                        |
|  | Partidul Național Liberal       | 7          |                        |                        |                        |                        |                        |                        |                        |                        |
|  | Alianța Dreapta Unită           | 6          |                        |                        |                        |                        |                        |                        |                        |                        |
|  | Alianța pentru Unirea Românilor | 5          |                        |                        |                        |                        |                        |                        |                        |                        |
|  | Ovanesian Felicia-Nadina        | 1          |                        |                        |                        |                        |                        |                        |                        |                        |

Sediul central al primăriei constănțene se află pe Bulevardul Tomis, numărul 51. Totuși, câteva instituții municipale au sediile în alte părți ale orașului. Primarii postdecembriști ai Constanței au fost Gheorghe Trandafir, Tudor Baltă, Corneliu Neagoe, Gheorghe Mihăieș, Radu Mazăre, Decebal Făgădău și Vergil Chițac. 

### Împărțire administrativă
Constanța nu este împărțită din punct de vedere administrativ în niciun fel, unicul municipiu al României care are în componență subdiviziuni fiind Bucureștiul. Cartierele tradiționale sunt însă în uz, fiind folosite pentru a delimita colegiile pentru Camera Deputaților și pentru Senat.
- Abator
- Anadalchioi
- Aurel Vlaicu
- Badea Cârțan
- Berechet
- Boreal (Brest)
- Brotăcei
- Casa de Cultură
- Centrul istoric
- C.E.T.
- Centru
- Campus
- Coiciu
- Compozitorilor
- Constanța Nord (Cartierul Consilierilor/Rotterdam)
- Cireșica
- Constanța Sud
- Dacia
- Delfinariu
- Energia
- Faleză Nord
- Faleză Sud (Poarta 6)
- Far
- Flămânda
- Gară
- Groapa
- Halta Traian
- Henri Coandă
- I.C.I.L. (Kaufland)
- I.C.Brătianu (Filimon Sârbu între anii 1948 - 1990)
- Inel I
- Inel II
- Justiției
- Km. 4 (Billa)
- Km. 4-5
- Km. 5
- Mamaia (fost Lenin)
- Mamaia Sud
- Mamaia Centru
- Mamaia Nord
- Medeea
- Obor
- [[Oil Terminal (în curând Iulius)]]
- Palas
- Palazu Mare
- Peninsulă
- Pescărie
- Piața Chiliei
- Piața Griviței
- Piața Unirii
- Portul Constanța Nord
- Portul Constanța Fluvial
- Portul Constanța Sud
- Satul de Vacanta
- Sere
- Stadion
- Tăbăcărie
- Tomis I
- Tomis II
- Tomis III
- Tomis IV
- Tomis Nord
- Tomis Plus
- Trocadero
- Universitate
- Veterani
- Victoria
- Viile Noi
- Zona Industrială Oil Terminal
- Zona comerciala Nord
- Zona comerciala Sud
- Zona comerciala Vest
- Zona industriala Palas
- Zona industriala Caraiman
- Zona industriala CET
- Zona industriala Oierie Palas
- Zona industriala Valu lui Traian

### Zonă metropolitană

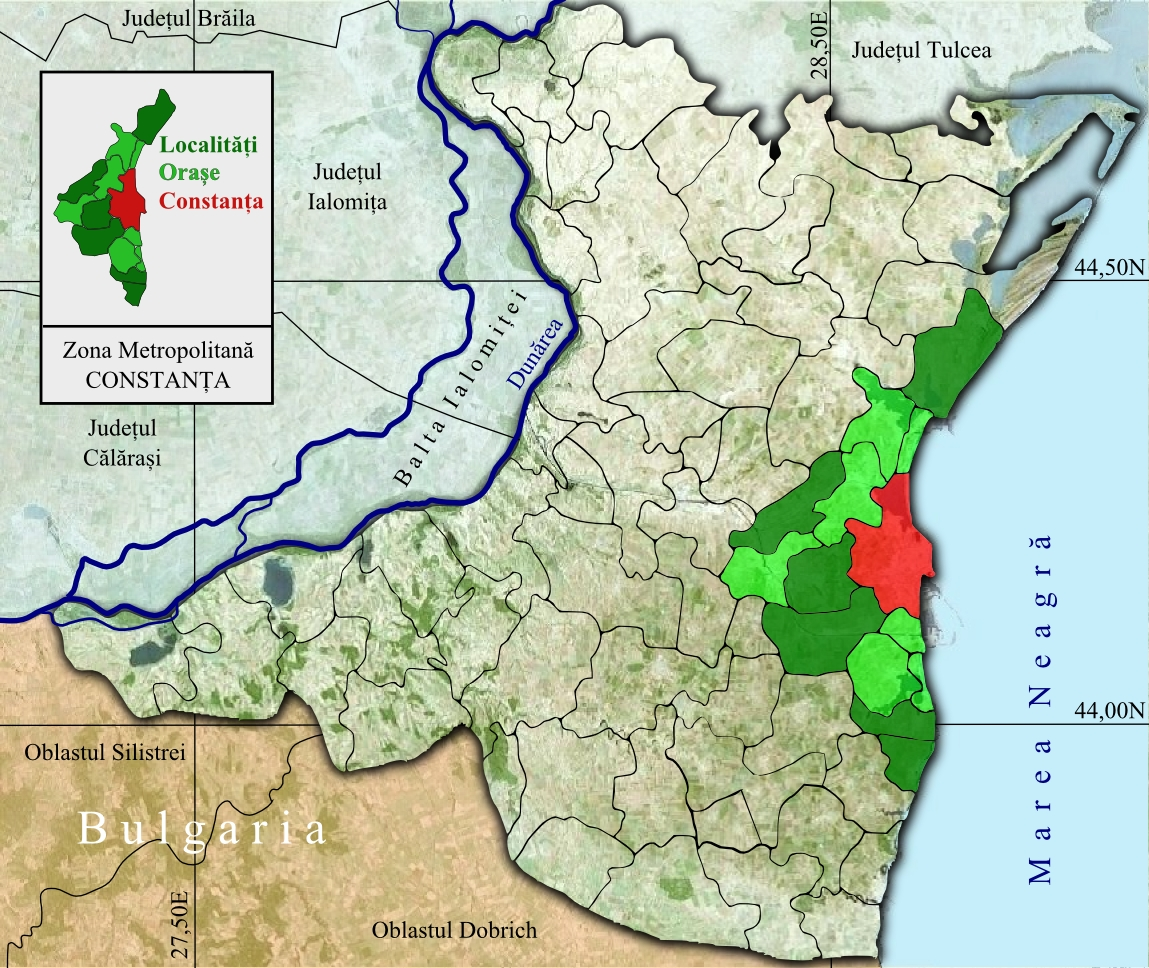
Municipiu, orașe și comune ale județului Constanța incluse în cadrul zonei metropolitane Constanța.

Zona metropolitană Constanța a fost constituită la începutul anului 2007. Este compusă din 14 localități — municipiul Constanța, cinci alte orașe și opt comune. Concentrează marea parte a locuitorilor județului Constanța (387.593).

### Județ
Constanța este reședința județului cu același nume. Județul Constanța este județul cel mai urbanizat din România. Populația care locuiește în orașe numără 539.902 de locuitori, aceștia trăind în trei municipii (Constanța, Medgidia și Mangalia) și opt orașe (Cernavodă, Eforie, Hârșova, Murfatlar, Năvodari, Negru Vodă, Ovidiu și Techirghiol). În afară de zonele urbane, este compus și din 59 de comune. Are o populație de 684.082 locuitori și suprafață de 7.071,29 km², se află pe locul 5 după populație și pe locul 7 după suprafață între județele țării. Se învecinează cu  județul Călărași, județul Ialomița, județul Brăila, județul Tulcea, precum și cu regiunile Silistra și Dobrici din Bulgaria, și are o porțiune de coastă la Marea Neagră.

## Economie

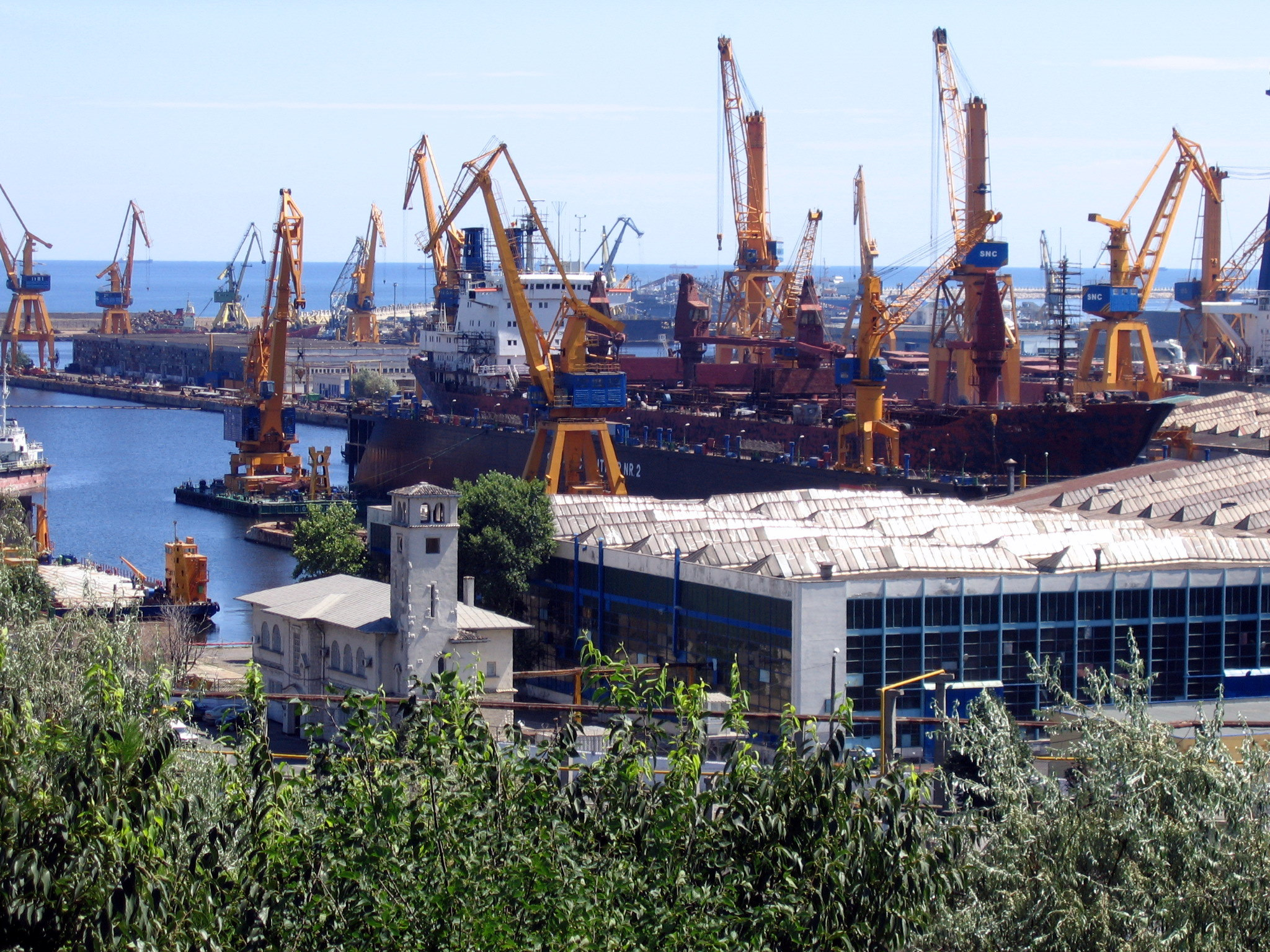
Șantierul naval din Constanța.

Constanța este un centru industrial, comercial și turistic de importanță națională. Aici se află cel mai mare port al României și cel de-al șaisprezecelea al Europei, în cadrul căruia funcționează șantierul naval, unul dintre cele mai mari după numărul vaselor construite și reparate.

### Turism
Se evidențiază stațiunea Mamaia, vestigii arheologice romane, Cazinoul, Edificiul roman cu mozaic, Termele romane, câteva muzee și instituții de cultură, Piața Ovidiu, Centrul Vechi și Portul Constanța.
Turismul devine o ramură de activitate economică importantă. Deși Constanța a fost deja promovată ca fiind o stațiune balneară de către regele Carol I, dezvoltarea industriei navale a avut drept efect micșorarea plajelor. Totuși, datorită plasării în apropierea localităților turistice, mulți oameni descoperă și vizitează monumentele din oraș. De asemenea, Constanța este un focar al comerțului și educației, acestea fiind de altfel aspecte importante ale economiei locale.

## Cultură
Primele poze în care apare Constanța au fost realizate de fotograful francez Anatole Magrin (1858 - 1921). În anul 2010, Muzeul Marinei Române a lansat albumul de fotografii realizate de Anatole Magrin.

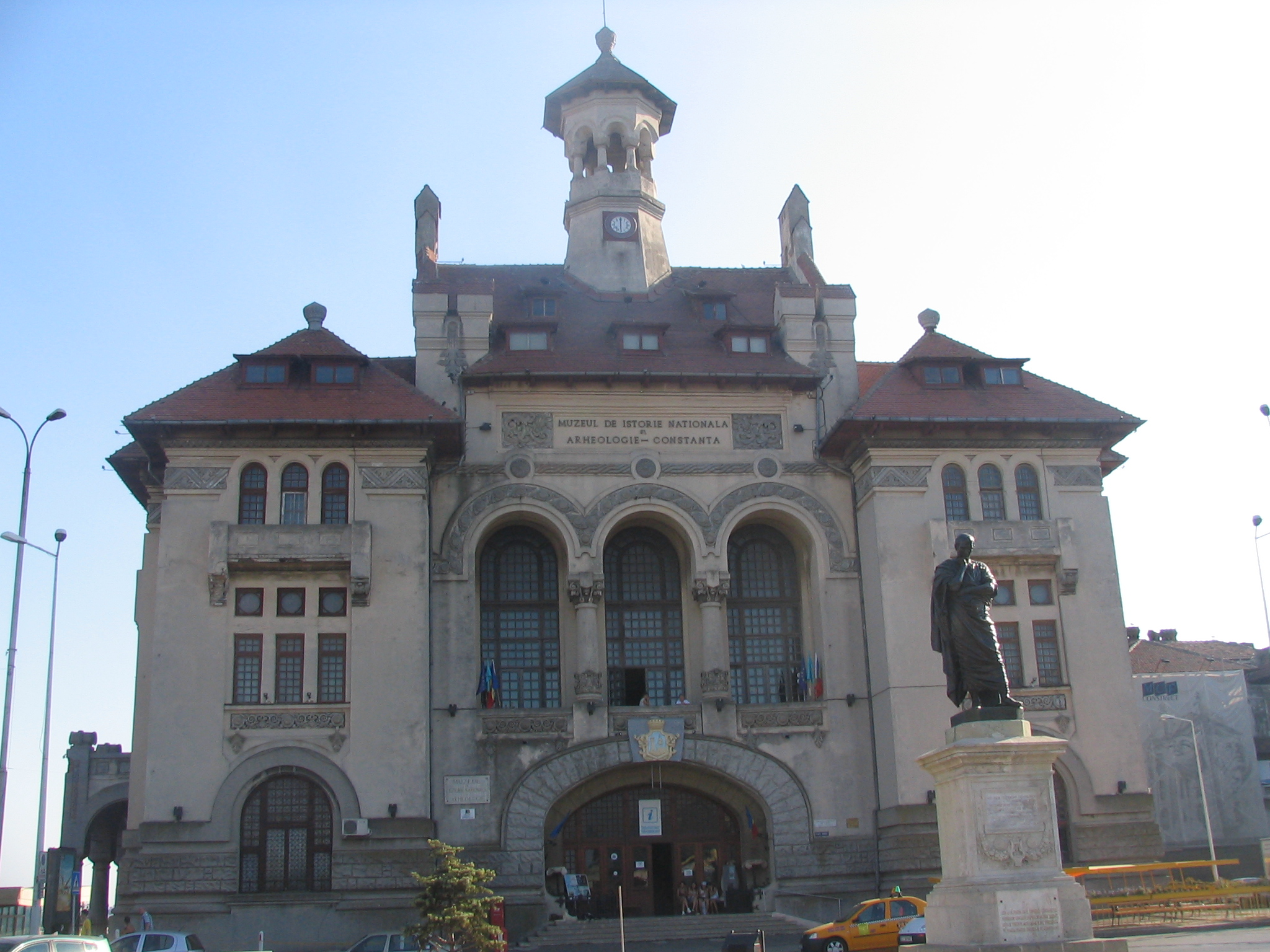
Clădirea Muzeului de Istorie Națională și Arheologie cu statuia lui Ovidiu.

Constanța, fiind unul dintre cele mai mari orașe ale României, este și un focar cultural de importanță națională. Aici funcționează Teatrul de Stat Constanța, înființat în 1951 și Teatrul Național de Operă și Balet Oleg Danovski, înființat în 2004 prin reorganizarea instituțiilor existente la acea dată. Constanța este cunoscută și datorită muzeelor sale numeroase: Complexul Muzeal de Științe ale Naturii, compus din șase secțiuni: delfinariu, planetariu, observator astronomic, microrezervație și expoziție de păsări exotice și decor, Acvariul, Muzeul Marinei, Muzeul de Artă Populară, Muzeul de Istorie Națională și Arheologie, Muzeul Mării, Muzeul Portului Constanța și Muzeul de Sculptură „Ion Jalea”.
În centrul istoric din Constanța se pot găsi exemple de stiluri arhitectonice diverse. Multe imobile decorate, ridicate în perioada 1878-1930, au fost demolate sau au căzut în paragină precum Cazinoul, unul dintre cele mai bune exemple ale arhitecturii art nouveau din România, considerat ca simbolul municipiului. Geamia veche și Sinagoga Mare din Constanța s-au păstrat până în prezent, iar Templul Sefard din Constanța a fost demolat în anii 1980. Moscheea Mare, construită în 1910 în stil maur, este în funcțiune și poate fi vizitată. Edificiul roman din secolul II sau Farul zis Genovez (construit în 1860 de inginerul francez de origine armeană Artin Aslan, la comanda companiei engleze „Danube and Black Sea Railway co. Limited” pe soclul genovez din Evul Mediu) sunt, împreună cu biserica grecească de pe Bd. Mircea cel Bătrân, cele mai vechi clădiri din oraș. Există și diverse monumente, spre exemplu statuia lui Ovidiu și bustul lui Mihai Eminescu situat pe faleză. Fosta primărie, astăzi Muzeu de Istorie Națională și Arheologie, a fost de asemenea păstrată, iar clădirea Muzeului Marinei a fost recent renovată.

## Amenajare urbană

### Tramă stradală

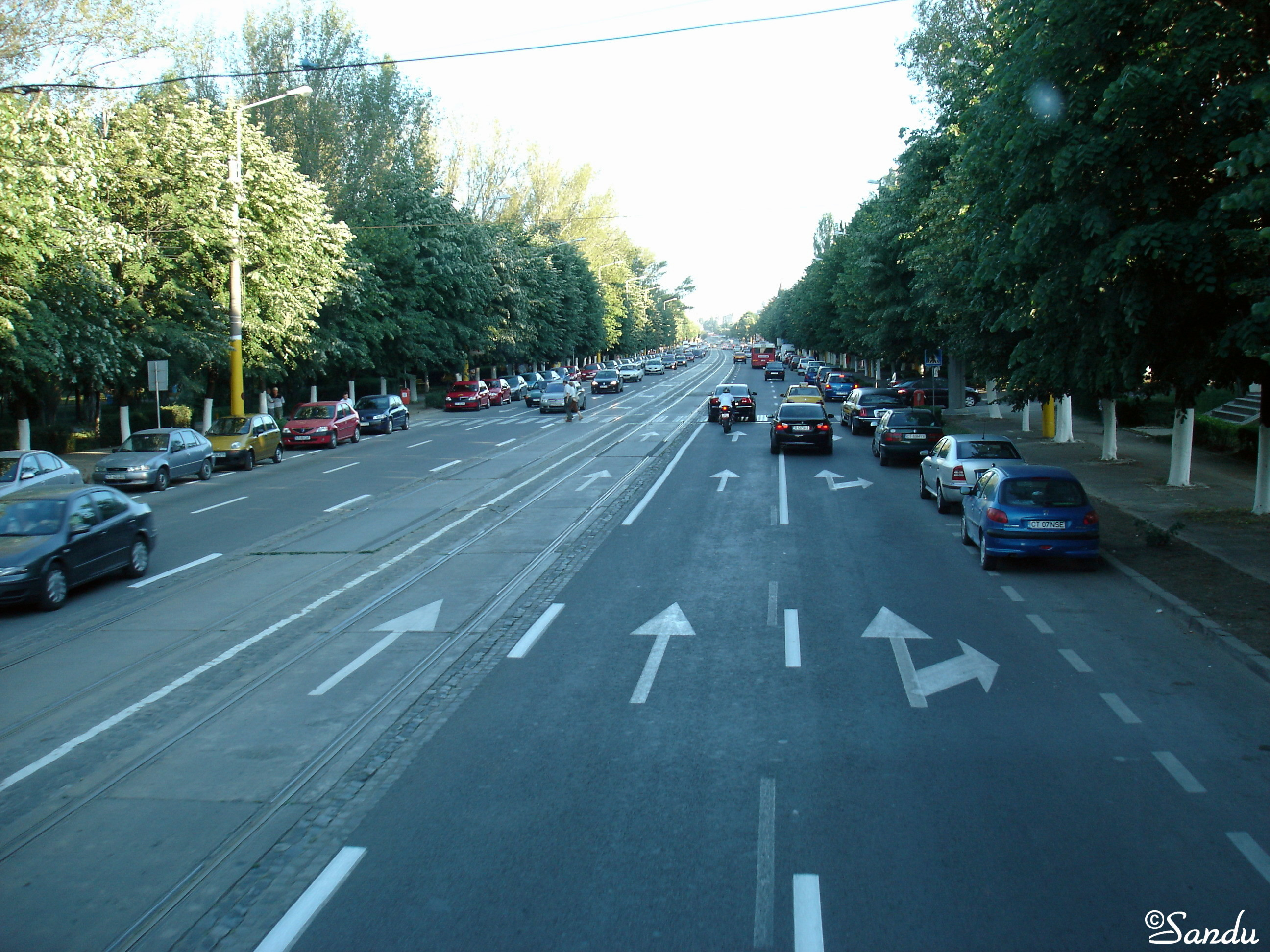
Bulevardul Alexandru Lăpușneanu

În Municipiul Constanța există numeroase bulevarde dispuse de-a lungul axelor cardinale, și în contact direct cu numeroasele străzi drepte paralele și perpendiculare. Astfel rețeaua stradală din Constanța este dispusă coerent conform unui plan hippodamic, facilitând transportul rutier și pietonal.

### Parcuri
- Parcul Tăbăcărie este cel mai mare parc al Constanței, se întinde pe o suprafață de circa 100 ha în jurul lacului Tăbăcărie. Este situat în nordul municipiului.
- Parcul Arheologic este situat în centrul orașului. Este un parc muzeu unde sunt expuse coloane, vase de ceramică și alte vestigii istorice care datează din perioada romano-bizantină a cetății.
- Parcul Gării are o suprafață verde de 45.300 mp și este faimos pentru fântâna arteziană din inox realizează de sculptorul Constantin Lucaci în anii '70.
- Parcul Tomis 2
- Parcul Regina Maria (Casa de Cultură)
- Parcul Viitorului
- Parc KM 4-5
- Ovidius Park - Universitate
- Parcul Carol I
- Parcul zona Far
- Parcul zona Poarta 6

## Transport
Municipiul Constanța este singurul oraș din România deservit de toate căile moderne de transport, respectiv rutier, feroviar, maritim, fluvial și aerian.

### Transport rutier
Municipiul Constanța beneficiază de infrastructură rutieră extinsă și modernă atât în interiorul, cât și în afara ariei municipale și metropolitane. Forma rețelei de drumuri în afara municipiului este de tip pânză de păianjen (sau radiară), toate drumurile principale din județ convergând către reședință.

#### Autostrăzi

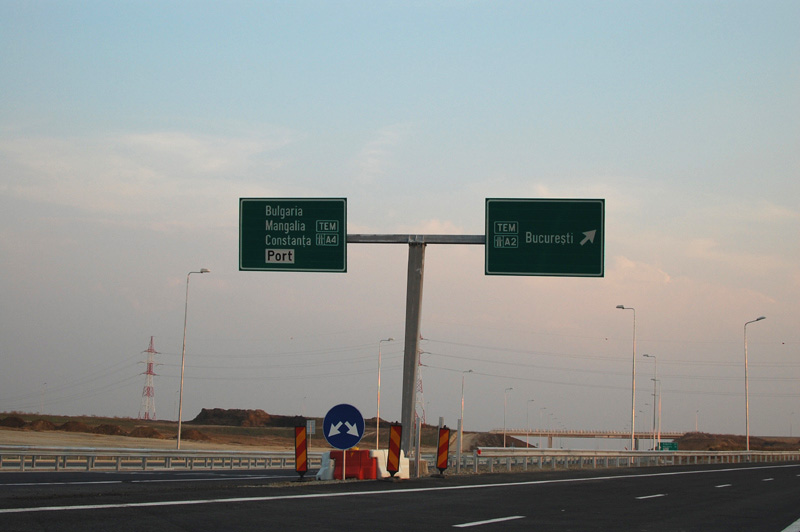
Autostrada A4, în apropierea nodului cu Autostrada A2

Municipiul Constanța este conectat prin Autostrada A2 de București, încă din anul 2012. Aceasta e prima autostradă din țară finalizată în întregime. 
Adițional, în vestul municipiului există și o autostradă de centură (A4) ce organizează și ușurează traficul din regiune fără a interfera cu cel din municipiu. Astfel cu ajutorul celor peste 22 kilometri de autostradă de centură este facilitat accesul dinspre rețeaua de drumuri din Europa către portul Constanța care generează fluxuri mari de mărfuri (trafic greu) tot timpul anului. La fel și traficul sezonier în timpul sezonului estival este deviat dinspre A2 către sensul giratoriu de la Agigea și mai departe către stațiunile din sudul litoralului.

#### Drumuri Europene
La aceste două autostrăzi se adaugă patru drumuri europene ce tranzitează sau au ca destinație Constanța:
1. DE 60 (Brest, Franța - Basel - Zürich, Elveția - Bregenz, Innsbruck - Austria - Rosenheim, Germania - Salzburg, Austria - Budapesta, Ungaria - Oradea, Constanța, România - Poti, Georgia - Baku, Azerbaijan - Türkmenbașî, Turkmenistan - Buhara, Uzbekistan - Dușanbe, Tadjikistan - Sarî Taș, Kirghizstan - granița cu China).
2. DE 81 (Muncaci - Bereg, Ucraina - Halmeu, România - Cluj - Sibiu - Pitești - București - Constanța).
3. Drumul European 675, Constanța - Kardam, Bulgaria[49].
4. DE 87 (Odessa, Izmail, Reni, Ucraina - Giurgiulești, Republica Moldova - Galați, Tulcea, Constanța, România - Varna, Burgas, Bulgaria - Canakkale, Izmir, Antalya, Turcia).

### Transportul în comun

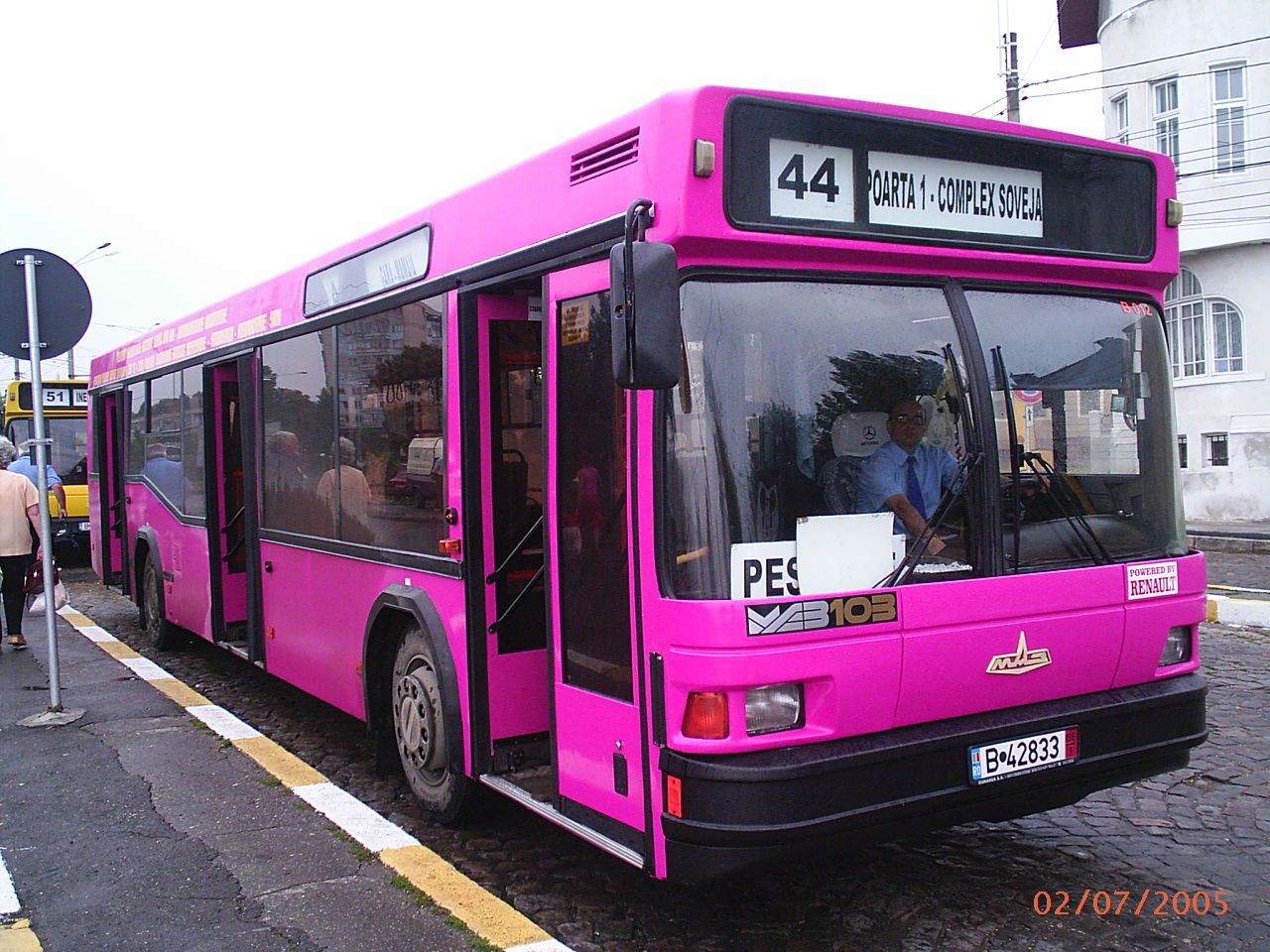
Unul dintre autobuzele roz MAZ din Constanța, care au circulat pe linia 44 până în 2019, pe Bulevardul Marinarilor

Principala companie este CT BUS S.A., fostă Regia Autonomă de Transport Constanța (RATC). Rețeaua de transport a CT BUS este formată în prezent numai din linii de autobuz. 
Tramvaiul constănțean a fost înființat în 1905: era o linie de tramvaie trase de cai numite și tramcare. Tramcarele deserveau centrul și făceau legătura între localitățile Constanța și Techirghiol. Anul 1906 semnifică și înființarea stațiunii Mamaia. În anul are 1943 loc electrificarea tramvaielor și înființarea troleibuzelor în Constanța, în legătură cu capturarea de către armata română, ca „pradă de război”, a 7 tramvaie motor Pullman și 7 troleibuze din Odesa fabricate în anul 1913 în Belgia și modernizate în anul 1933 la Kiev. În octombrie 1944 cele 7 tramvaie și cele 7 troleibuze au fost recuperate de sovietici și înapoiate. În anul 1984 are loc reinaugurarea transportului cu tramvaiul în orașul Constanța. În anul 1999, când Primăria Constanța era condusă de Gheorghe Mihăieș, sunt cumpărate 15 tramvaie de tip Tatra KT4D la mâna a doua din Berlin. Acestea au circulat pe linia 102 până când au fost retrase din circulație în octombrie 2008. În ciuda Ministerului Mediului, și în contrazicere cu politica celor mai multe orașe din Europa, în anul 2004 începe la Constanța declinul programat al transportului electric în favoarea transportului consumător de carburanți, linia de tramvai 100 fiind desființată pentru a "decongestiona traficul" în urma directivelor primarului Radu Mazăre. Tramvaiele ce o deserveau sunt înlocuite cu autobuze MAZ 103 de producție belarusă. În anul 2008, au fost desființate ultimele două linii de tramvai rămase, 101 și 102, înlocuite de asemenea de autobuze MAZ 103 și 107.  
În anul 2018 Primăria Constanța a cumpărat 104 autobuze Isuzu moderne de tip euro 6 produse de compania Anadolu Isuzu, iar în anul 2020 a achiziționat 18 minibuse Mercedes-Benz. Odată cu apariția minibuselor pe traseu, liniile companiilor private de maxi-taxi au fost desființate. Flota CT BUS mai este compusă din 20 de autobuze electrice BYD, livrate în 2021, printr-o achiziție desfășurată de Ministerul Dezvoltării Regionale și Administrației Publice, iar din 2023, același minister a livrat companiei de transport încă 21 de autobuze electrice GRANTON-BMC GTZ6129BEVR.
Începând cu anul 2020, Primăria Municipiul Constanța implementează primele benzi speciale pentru autobuz, pe Bulevardul Tomis (tronsonul cuprins între strada Ion Rațiu și Bulevardul Mamaia), pentru eficientizarea transportului public. Odată cu reabilitarea marilor bulevarde, transportul public va beneficia de benzi speciale pe Bulevardul Alexandru Lăpușneanu, Bulevardul 1 Decembrie 1918, Bulevardul 1 Mai, Bulevardul Ferdinand, Strada Mircea cel Bătrân, Șoseaua Mangaliei. 
Linia estivală CiTy Tour circulă pe ruta Gară CFR – stațiunea Mamaia. Circuitul cuprinde peste 100 de obiective turistice importante din orașul Constanța și din stațiunea Mamaia: Silozurile „Anghel Saligny”, Vechea Bursă Maritimă, Gara Maritimă, „Cuibul Reginei”, Muzeul de Istorie și Arheologie, „Edificiul roman cu mozaic”, „Moscheea Carol I”, Cazinoul, Acvariul, Farul Genovez, Portul turistic „Tomis”, Delfinariul, Satul de Vacanță, Cazinoul din Mamaia și altele. Autobuzele CiTy Tour circulă și pe principiul Hop On/Hop Off. Principalul avantaj al pasagerilor este posibilitatea întreruperii traseului turistic pentru vizitarea obiectivelor de interes și continuarea călătoriei cu un alt autobuz etajat, din oricare stație, în prețul biletului achitat inițial.

### Transport feroviar
Conform datelor disponibile în anul 2015, datorită magistralei 800 Constanța are legături directe pe calea ferată cu București iar operatorul național CFR Călători mai realizează curse directe și către Timișoara, Cluj-Napoca, Iași, Arad, Craiova și alte localități din țară. Dacă nu sunt întârziate, trenurile fără oprire Constanța-București Nord realizează o călătorie în fix 2 ore iar cele cu oprire în Medgidia, Fetești și Ciulnița în 2 ore și 20-30 minute. În 2014 unele curse au atins timpi de h1:52, fiind prima magistrală din România unde s-a atins viteza constantă de 160 km./h. Operatorul privat de transport feroviar Softrans a efectuat curse regulate zilnice în timpul sezonului estival 2014, dispunând folosirea unei rame electrice „Hyperion” (produsă la Craiova) pentru transportul de pasageri între Craiova-București-Constanța și retur. Acest tren a atins timpi de călătorie între Craiova și Constanța, oprind în mai multe stații pe parcurs, de sub 6 ore.
Gara Constanța a fost recent reabilitată și extinsă, având facilități la standarde contemporane: ghișeuri bilete, magazine (farmacie, florările, alimentară, gazetărie, magazin pescari-vânători), cafenele și spații pentru activități culturale, cinema și spațiu pentru expoziții.
De asemenea orașul este străbătut de o rețea complexă de cale ferată, o linie dublă în nordul orașului spre Năvodari, rafinăria Petromidia, portul Midia și cariera de piatră „Sitorman”, o linie dublă electrificată spre portul Constanța Nord, o altă linie dublă electrificată spre portul Constanța Sud și linia simplă spre Mangalia și portul Mangalia. Linia către Mangalia, prin gările și haltele adiacente, este simplă și încă ne-electrificată.
În municipiu există și tunelul feroviar „Anghel Saligny”, care trece pe sub Bulevardul 1 Mai (Șoseaua Mangaliei) și este considerat monument istoric (1896-1900). Acesta a fost realizat imediat după construcția podului „Regele Carol I”, care asigura legătura cu Bucureștiul. Pe aceată linie trecea celebrul tren de lux „Orient Express”, care venind de la Paris ajungea la gara maritimă din portul Constanța, unde pasagerii se îmbarcau pe navele Serviciului maritim român pentru ultima etapă a călătoriei : Constanța-Constantinopol (Istanbul)-Pireu-Alexandria. Acest tren a deservit Constanța între 1895 și 1914.
Mai înainte de acesta, în 1860, pe teritoriul județului Constanța a intrat în funcțiune linia de cale ferată Constanța-Cernavodă (Köstence-Boğazköy), fiind prima linie ferată din partea europeană a Imperiului Otoman. Construcția liniei de cale ferată a fost lansată în decursul anului 1858, iar calea ferată a fost inaugurată în 4 octombrie 1860. Convenția dintre autoritățile otomane și un grup de investitori britanici, reprezentați de John Trevor Barkley , stipula concesionarea pe 99 ani a drepturilor de construire și exploatare a acestei linii, cu facilitățile aferente, către noua firmă britanică „Danube and Black Sea Railway Company”. Pe această linie a circulat domnitorul Alexandru Ioan Cuza în drum spre Constantinopol. După intrarea Dobrogei în componența României la 1878, compania a fost cumpărată de statul român în 1882. Linia a funcționat separat de rețeaua românească până în 1895, când, în urma inaugurării podurilor dunărene, s-a realizat legătura cu Bucureștiul. Vechea linie unică, a cărei principală utilitate era transportul grânelor din România spre portul Constanța, a fost demontată spre a face loc celei moderne, cu o capacitate de transport mult mărită.

#### Feriboturi
În incinta de sud a Portului Constanța există o infrastructură feroviară și rutieră cu multiple linii și șosele pentru trierea, pregătirea și îmbarcarea convoaielor feroviare și vehiculelor rutiere pe nave de tip feribot.. Dar numai patru nave: Eforie, Mangalia, Samarina A și Samarina M (ultimele două fiind RO-RO-uri rezervate autovehiculelor) folosesc neregulat de această infrastructură, și cât timp nu vor exista curse fixe de feriboturi legând Constanța de principalele porturi ale Mării Negre, nici cererea pentru aceste servicii nu va crește, deși potențial creșterea este posibilă, deoarece drumurile terestre spre Istanbul, Zonguldak, Sinop, Trabzon, Batumi, Novorosiisk sau Odesa reprezintă mari ocoluri și durate de călătorie.

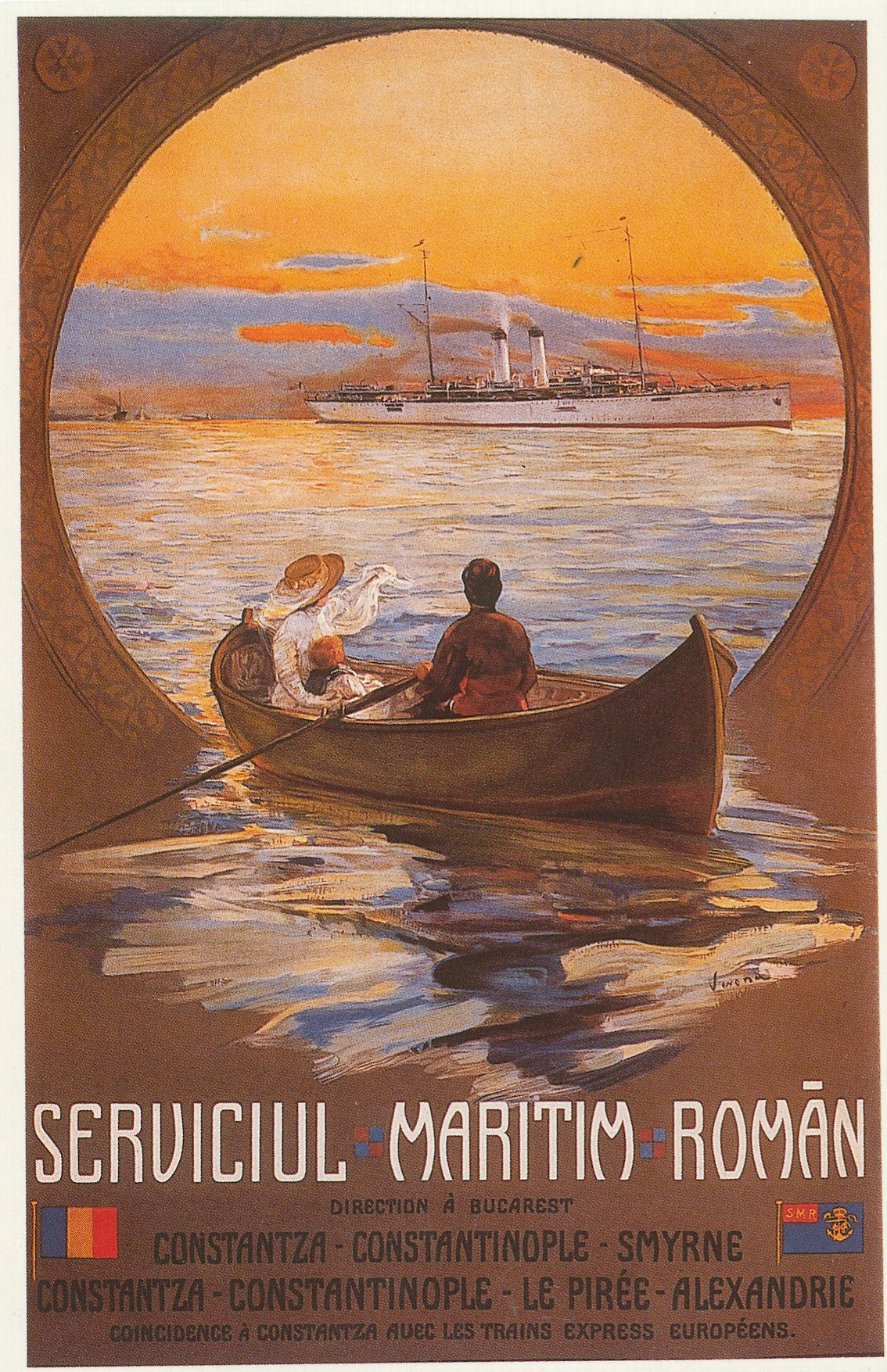
Afiș al Serviciului maritim român din 1897, operă a pictorului Arthur Verona.

#### Gara Maritimă
Este "cealaltă" gară a Constanței, fiind construită între 1930 și 1935. Călătorii care veneau cu trenul din București se puteau îmbarca din gara maritimă pentru destinații cu linii regulate (îndeosebi cele ale Serviciului maritim român) către Constantinopol, Pireu, Alexandria, Napoli, Marsilia. Existau și curse directe către New York, cu vase transatlantice, cum erau spre exemplu cele operate de compania grecească „Byron Steamship Company ltd” cu vapoarele Megali Hellas, Themistocles și King Alexander.
În prezent în clădirea ei funcționează Administrația Porturilor Maritime, companie deținută de statul român, cu rol de autoritate portuară.

### Transport maritim
Transportul maritim dispune de porturile Constanța Nord și Constanța Sud, acestea împreună cu portul Constanța Sud-Fluvial formând marele Port Constanța, cel mai mare port de la Marea Neagră și al patrulea din Europa ca mărime. Față de traficul existent azi (2010) acest ansamblu este supradimensionat, și din acest motiv nu există investiții pentru a echipa funcțional toate danele, în număr de 156; doar o treime dintre ele sunt imediat funcționale și de aceea se pot observa în larg nave ancorate în așteptarea accesului la danale echipate corespunzător încărcăturii lor. Portul Constanța, situat în est-sud-estul orașului, se întinde pe o lungime de aproape 30 km și acoperă o suprafață totală de 3.926 ha, din care 1.313 ha uscat și 2.613 ha apă; are adâncimi cuprinse între 7 și 19 metri. Cele două diguri de larg, digul de nord și digul de sud, care fac din Portul Constanța un port sigur pentru navigație, au împreună 14 km lungime. Portul Constanța are legături cu toate porturile importante din lume, ultima linie maritimă înființată fiind Shanghai - Constanța. Ca oraș-port maritimo-fluvial, Constanța are o particularitate: navigația de turism și de pescuit individual (dezvoltată înainte de război, și astăzi foarte răspândită în restul Europei), este redusă: portul turistic Tomis, concesionat unei firme private, nu dispune decât de patru pontoane de abordare; numărul traulelor de pescuit este redus la cinci iar bărcile de închiriat sunt vreo 15. Această situație care se regăsește în alte porturi, ruse, ucrainene sau bulgărești, este o moștenire ale „epocii de aur” în decursul căreia marea era o zona-frontieră strict rezervată navigației militare sau comerciale, astfel că atât în mentalitatea populației constănțene, cât și în cea a factorilor de conducere, prezența pe mare a unei mulțimi de ambarcații turistice, și crearea porturilor de turism și a organismelor de supraveghere necesare, nu apar ca o prioritate economică.

### Transport fluvial
Transportul fluvial are punctul de plecare din portul Constanța Sud-Fluvial, pe Canalul Dunăre-Marea Neagră, mai departe pe fluviul Dunărea, punctul terminus fiind portul Rotterdam. Zilnic, mai mult de 200 nave fluviale se află în port pentru operațiuni de încărcare sau descărcare mărfuri sau în așteptare pentru a fi operate. Facilitățile oferite de Portul Constanța Sud-Fluvial, permit acostarea oricărui tip de navă fluvială.

### Transport aerian

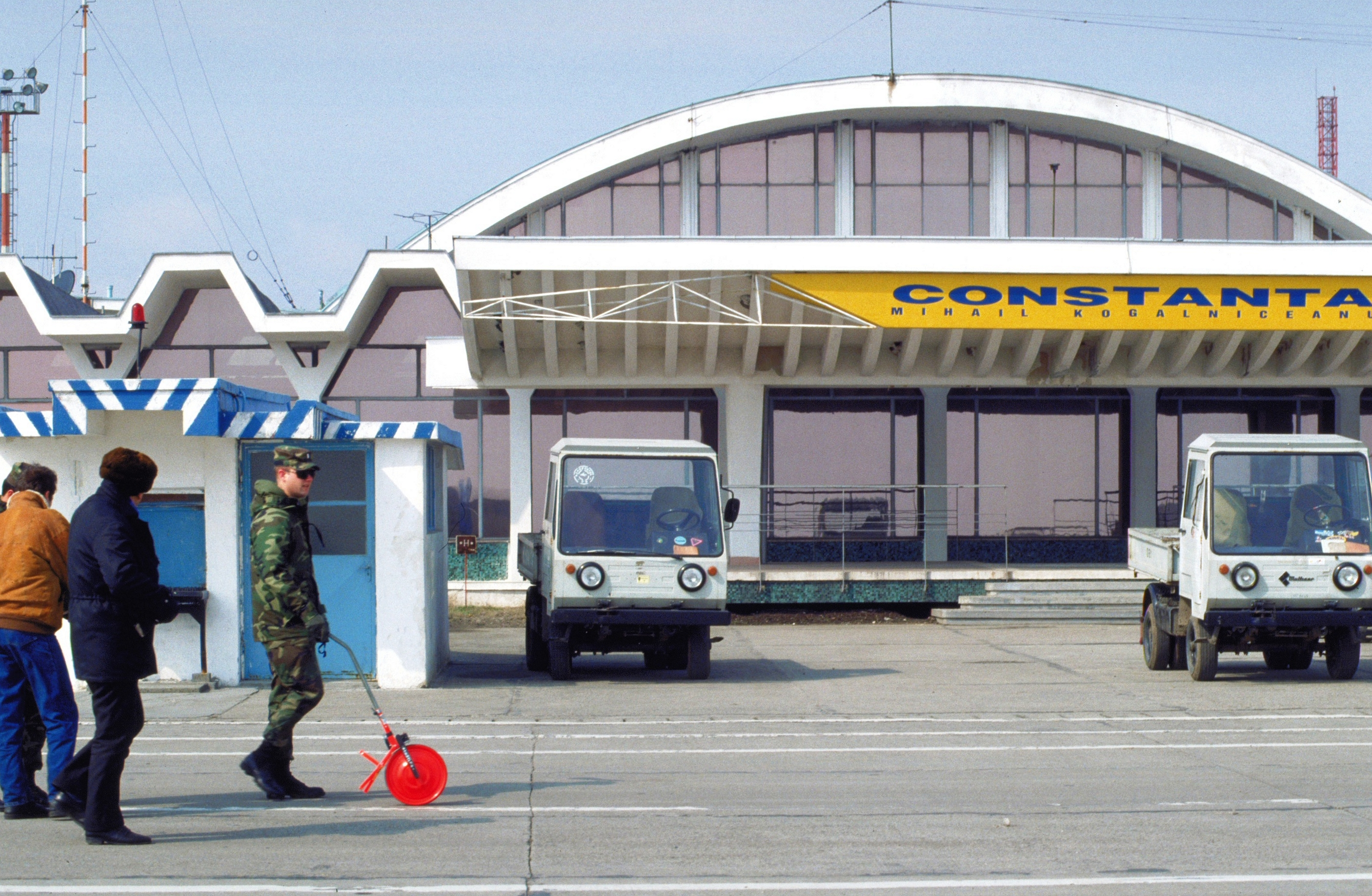
Aeroportul Internațional Mihail Kogălniceanu

Transportul aerian este reprezentat prin Aeroportul Internațional Mihail Kogălniceanu și Aerodromul Tuzla. Aeroportul a fost construit din motive de securitate și zgomot în afara orașului, aflându-se pe teritoriul Zonei Metropolitane Constanța. Aeroportul Internațional Mihail Kogălniceanu posedă o pistă în lungime de 3,5 km în totalitate betonată  și o instalație de balizaj care permite aterizarea în orice condiții meteo . Pe acest aeroport operează în premieră în România, începând din aprilie 2008, compania low-cost Ryanair curse spre Londra (Luton) și Istanbul și estival către și dinspre Timișoara (Aeroportul Internațional Traian Vuia), Cluj-Napoca (Aeroportul Internațional Avram Iancu Cluj), Baia Mare (Aeroportul Internațional Maramureș) ș.a.. Aerodromul Tuzla este situat la jumătatea distanței între Constanța și Mangalia, aflându-se de asemenea pe teritoriul Zonei Metropolitane Constanța. Pe acest aerodrom este amenajat și un helipunct pentru aterizarea elicopterelor. Dispunând de balizaje luminoase, atât pe aerodrom cât și pe helipunct se pot efectua și zboruri de noapte.

## Media
La Constanța activează posturile locale de radio Radio Neptun[nefuncțională – arhivă]
, Radio Dobrogea, Radio Constanța, Radio Sky, Radio C FM Constanța, Mamaia FM.

## Educație
Peste 500 de unități școlare funcționează în Constanța. Există instituții de învățământ bilingv, unde elevii învață și folosesc limba română și o limbă străină. Școlile oferă și clase și grupuri de studiu pentru minoritățile naționale, cu învățământ în limba maternă, respectiv rusă și turcă.
Opt unități sunt de nivelul învățământului superior, cele mai importante fiind Universitatea „Ovidius”, Academia Navală „Mircea cel Bătrân”, Universitatea Andrei Șaguna și Universitatea de Marină Constanța.

## Sport
Municipiul Constanța găzduiește echipe de tradiție în sportul românesc. 
- FC Farul Constanța, înființată în 1920
- CSM Constanța
- FC Viitorul Constanța, 2009 - 2021 (Campioană a României în sezonul 2016-2017).
- HC Dobrogea Sud Constanța (8 titluri și 6 cupe).

Începând cu vara anului 2021, echipele FC Farul Constanța și FC Viitorul Constanța au fuzionat sub un singur nume. Gheorghe Hagi a cumpărat de la Ciprian Marica drepturile și palmaresul echipei FC Farul Constanța. În noul sezon din Liga 1 2021-2022, Municipiul Constanța va fi reprezentat de FC Farul Constanța, iar odată cu fuziunea, FC Viitorul s-a desființat. Noua echipă își va desfășura meciurile în baza sportivă de la Ovidiu, stadionul FC Farul fiind într-un proces de reabilitare, municipalitatea intenționând să construiască, prin Compania Națională de Investiții, în următorii ani un nou complex sportiv.
Sportivi de performanță: Simona Halep, Gheorghe Hagi, Simona Amânar.
Infrastructura sportivă mai este compusă din Sala Sporturilor (2000 de locuri) aflată în centrul orașului și o Sală Polivalentă (5000 de locuri) aflată în proces de construire după planurile cunoscutului arhitect bucureștean, Radu Petre Năstase.

## Relații externe
Constanța are relații cu 22 de orașe înfrățite și partenere, amplasate în întreaga lume. Adițional, două țări dețin acolo consulate generale, iar paisprezece consulate onorifice.

### Orașe înfrățite
| - Alexandria, Egipt - Dobrici, Bulgaria - Boulogne-sur-Mer, Franța - Brest, Franța - Havana, Cuba - Heraklion, Grecia - Istanbul, Turcia - İzmir, Turcia - Latakia, Siria - Mobile, Alabama, Statele Unite - Novorossiisk, Rusia | - Odesa, Ucraina - Perugia, Italia - Rotterdam, Țările de Jos - Salonic, Grecia - Santos, Brazilia - Shanghai, China - Sidon, Liban - Sulmona, Italia - Trapani, Italia - Turku, Finlanda - Yokohama, Japonia - Makassar, Indonezia |

### Consulate
| - Consulatul General al Federației Ruse - Consulatul General al Republicii Turcia - Consulatul Onorific al Albaniei - Consulatul Onorific al Austriei - Consulatul Onorific al Cehiei - Consulatul Onorific al Republicii Cipru - Consulatul Onorific al Estoniei - Consulatul Onorific al Finlandei | - Consulatul Onorific al Franței - Consulatul Onorific al Italiei - Consulatul Onorific al Republicii Kazahstan - Consulatul Onorific al Republicii Libaneze - Consulatul Onorific al Republicii Macedonia de Nord - Consulatul Onorific al Regatului Norvegiei - Consulatul Onorific al Regatului Țărilor de Jos - Consulatul Onorific al Ungariei |

## Personalități
- Jeni Acterian, regizoare
- Simona Amânar, gimnastă română, multiplă campioană olimpică și mondială, cetățean de onoare al Constanței
- Ion Bănescu, primar al Constanței. Lui i se datorează înființarea în 1878 a Muzeului de Istorie Națională și Arheologie
- Jean Constantin, actor, cetățean de onoare al Constanței
- Oleg Danovski, coregraf de talie mondială, cetățean de onoare al Constanței
- Nicolae Georgescu-Roegen, matematician și economist, întemeietor al bioeconomiei.
- Ștefan Glăvan, senator, deputat, ambasador
- Gheorghe Hagi, fost fotbalist, cetățean de onoare al Constanței
- Simona Halep, jucătoare de tenis
- Vasile Moldoveanu, tenor
- Andrei Pavel, jucător de tenis
- Alexandru Pesamosca, doctor chirurg, supranumit „îngerul copiilor”
- Cătălina Ponor, gimnastă, multiplă campioană olimpică și mondială
- Daniela Nicoleta Sofronie, gimnastă română de talie mondială, laureată cu aur și respectiv argint olimpic la Atena 2004. Cetățean de onoare al capitalei elene, Atena și al municipiului Deva.
- Alexandra Stan, cântăreață
- Sebastian Stan, actor
- Harry Tavitian, muzician, cetățean de onoare al Constanței
- Horia Tecău, jucător de tenis

## Galerie de imagini

Constanța la începutul secolului al XX-lea
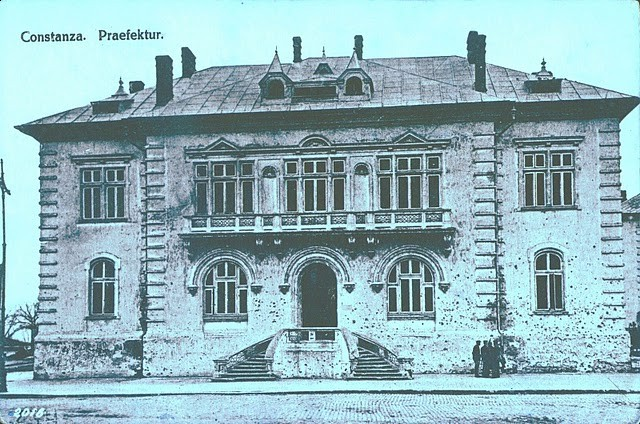
Fosta Prefectură, azi Cercul Militar
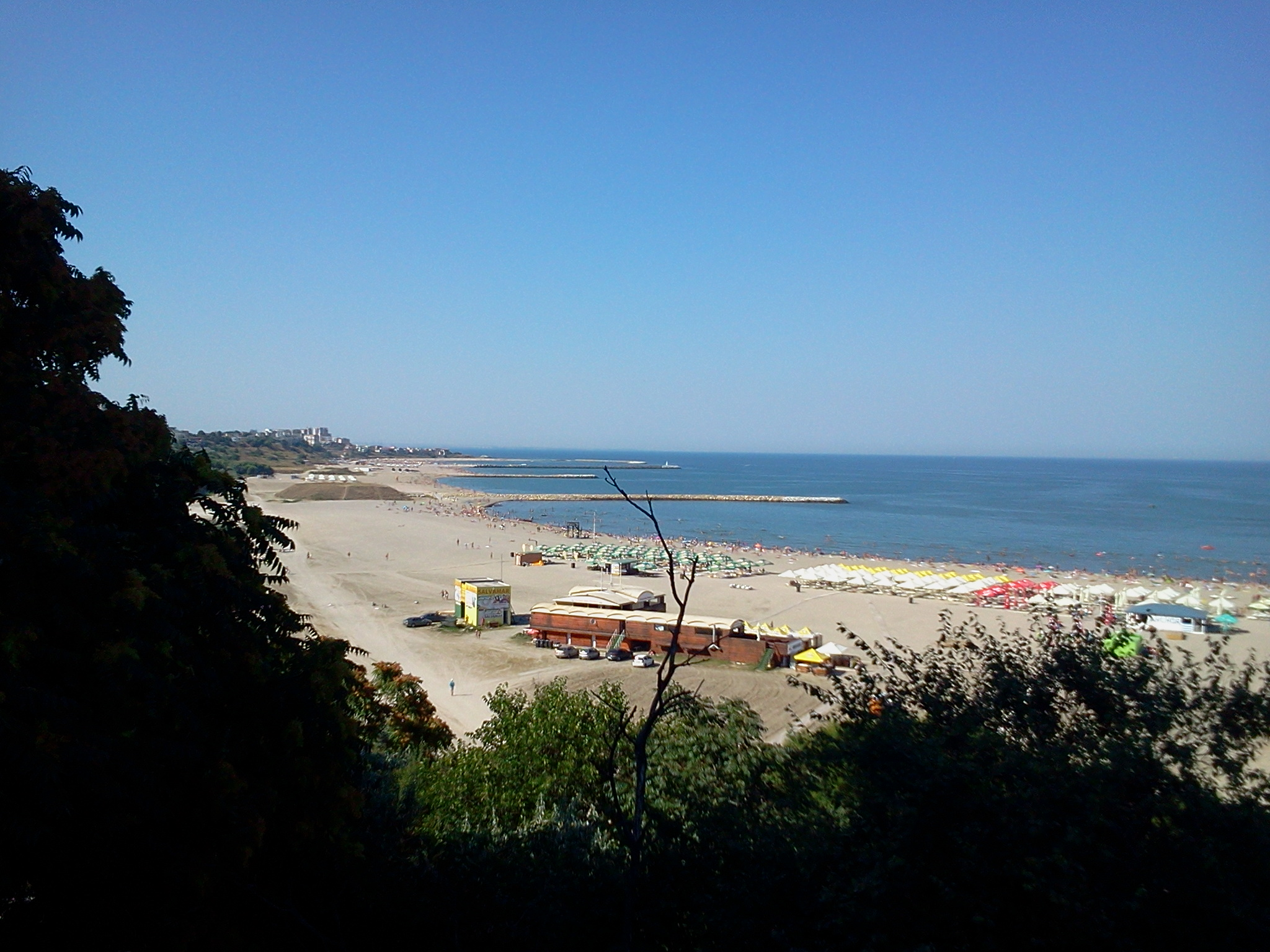
Plaja „Modern”
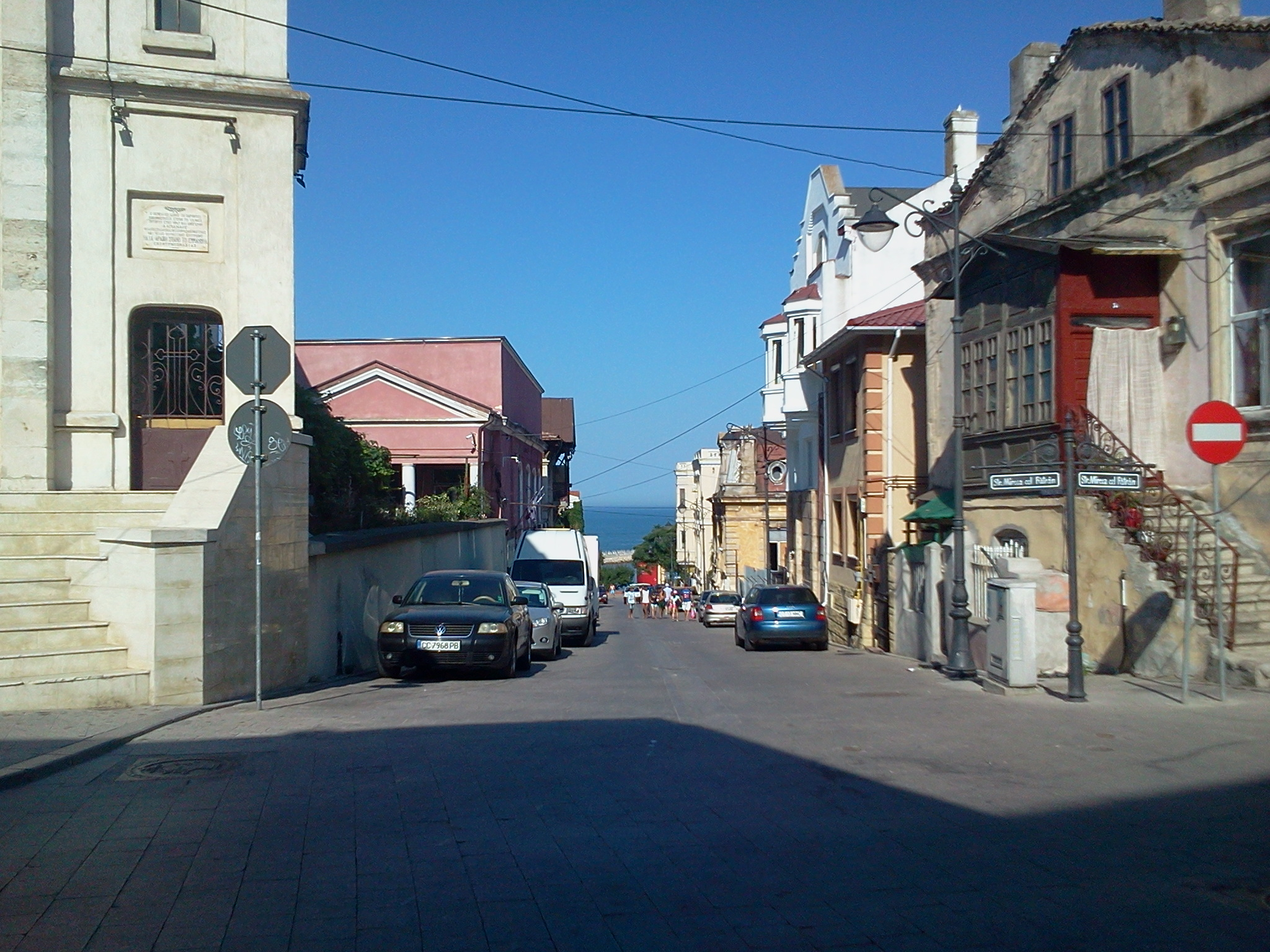
Strada Karatzalis, în Peninsulă
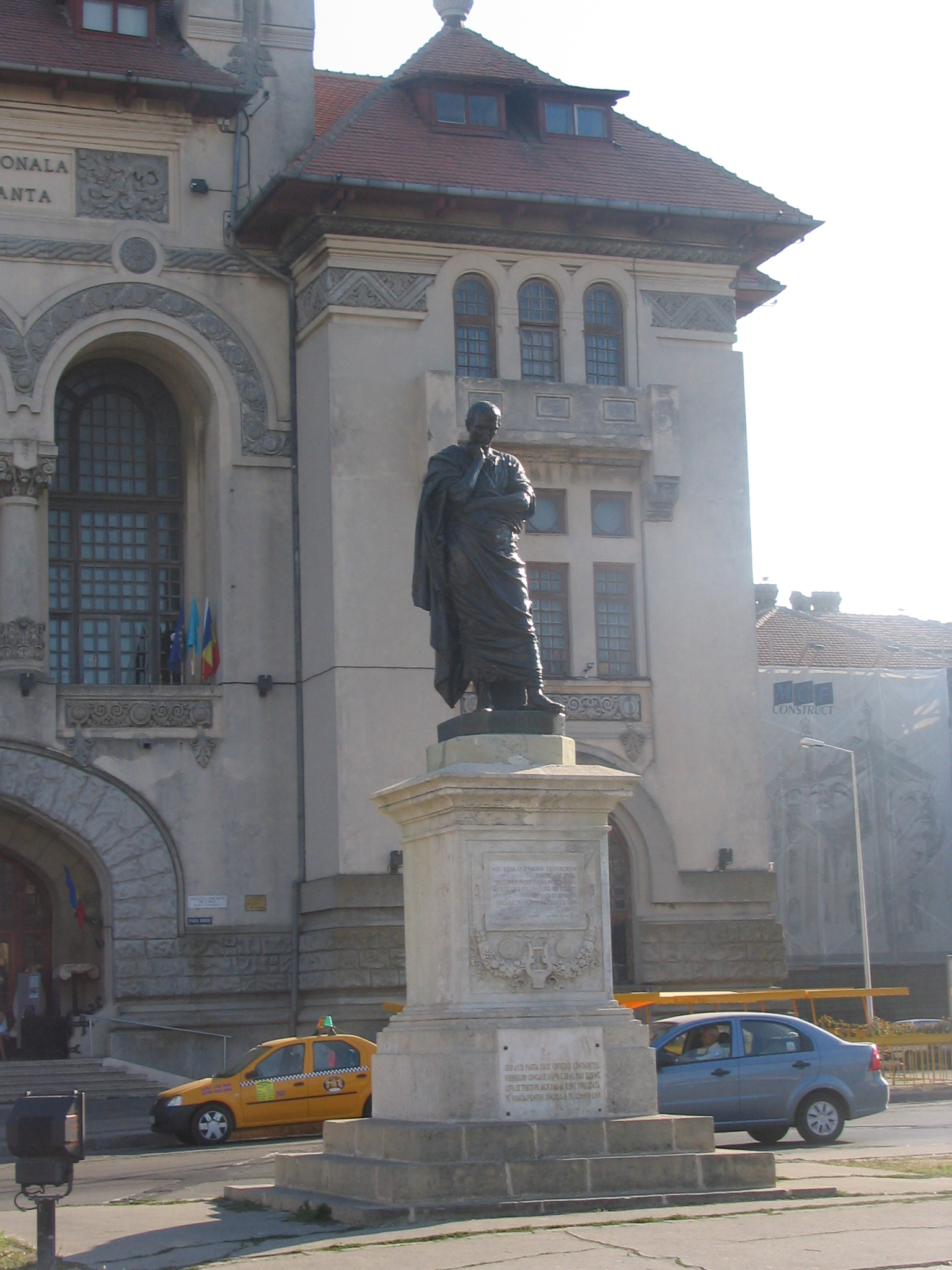
Statuia lui Ovidiu
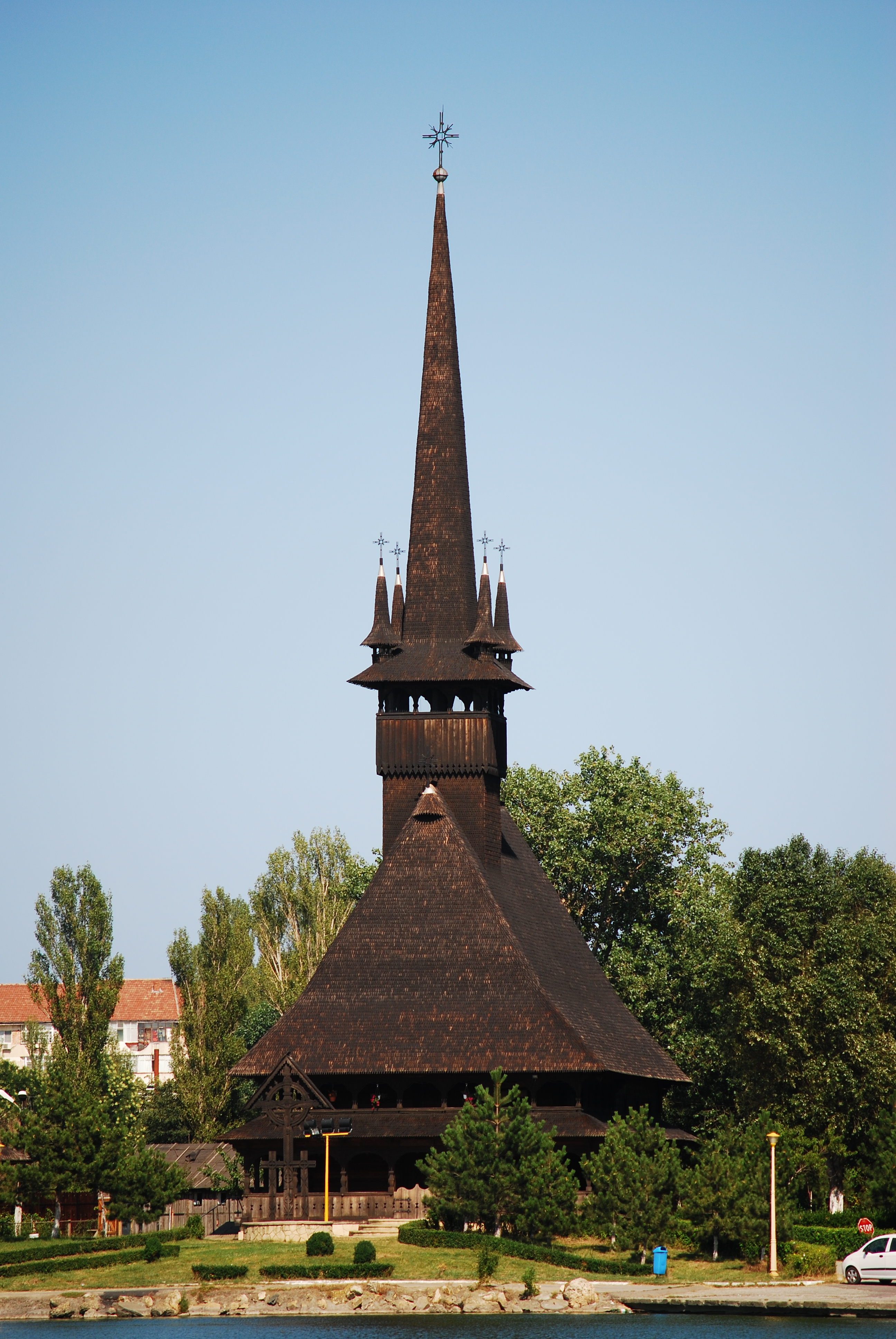
Biserica de lemn „Sfântul Mina”
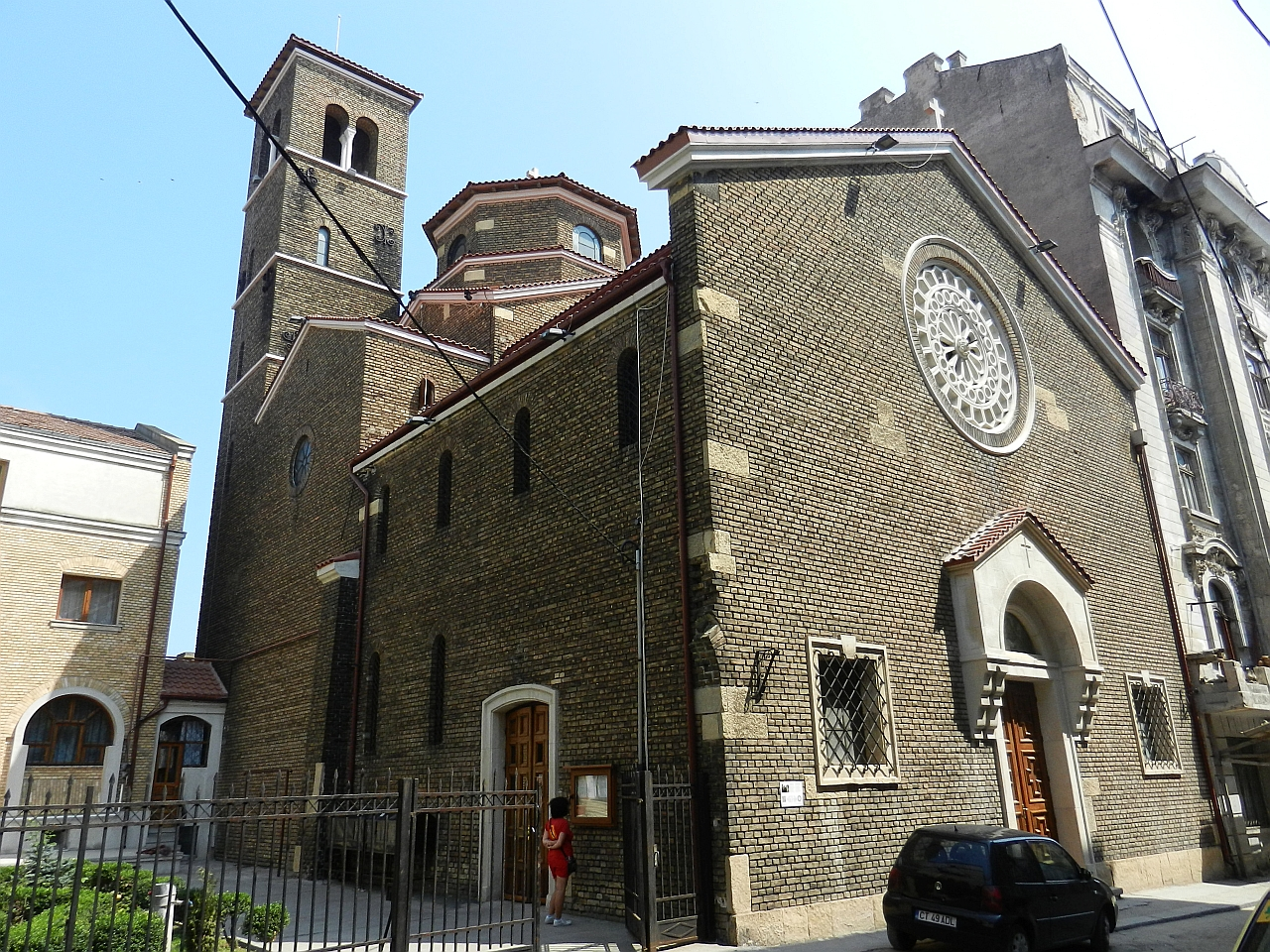
Biserica „Sf. Anton din Padova” (catolică de rit latin)
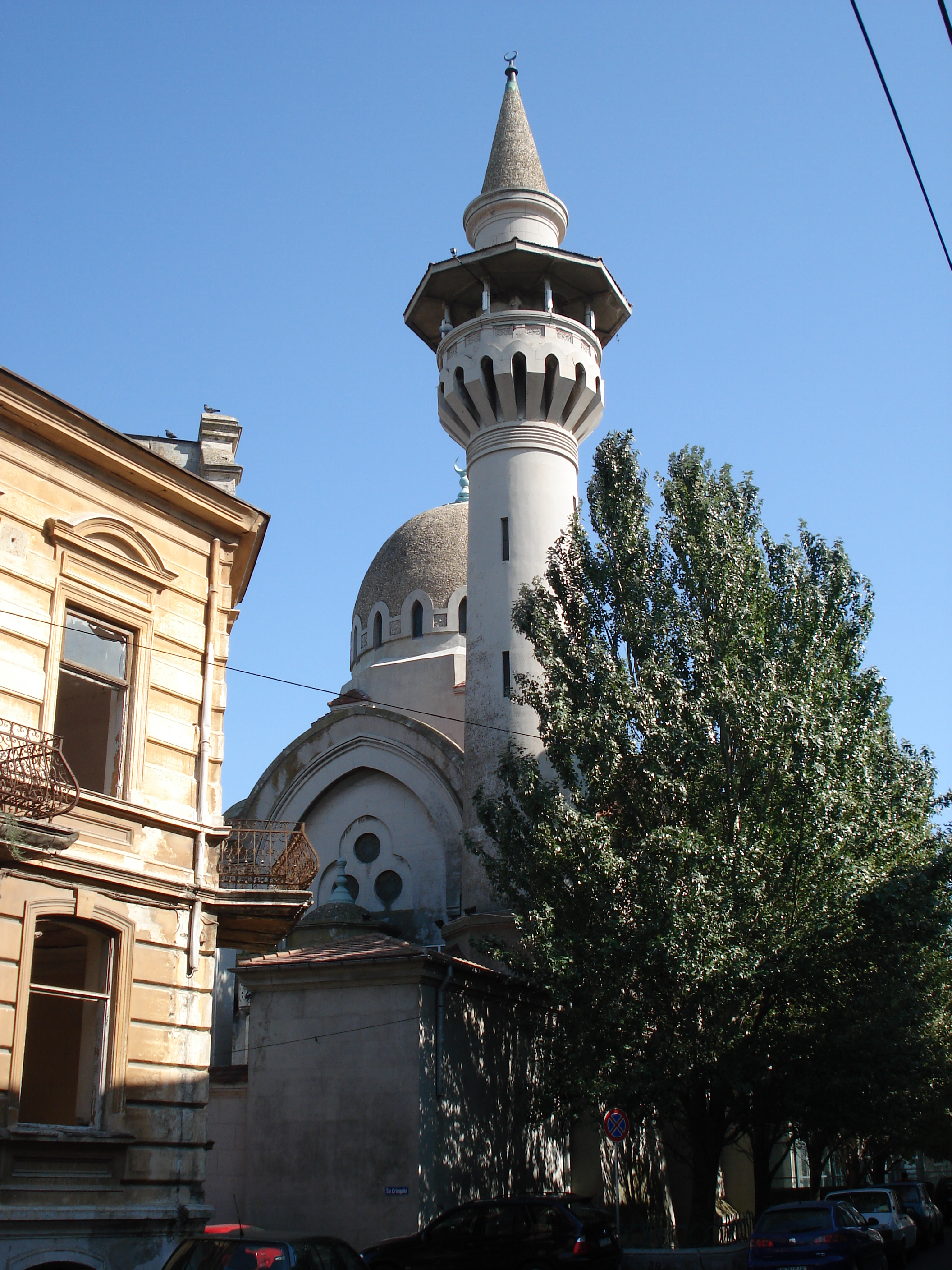
Marea Geamie „Carol I”
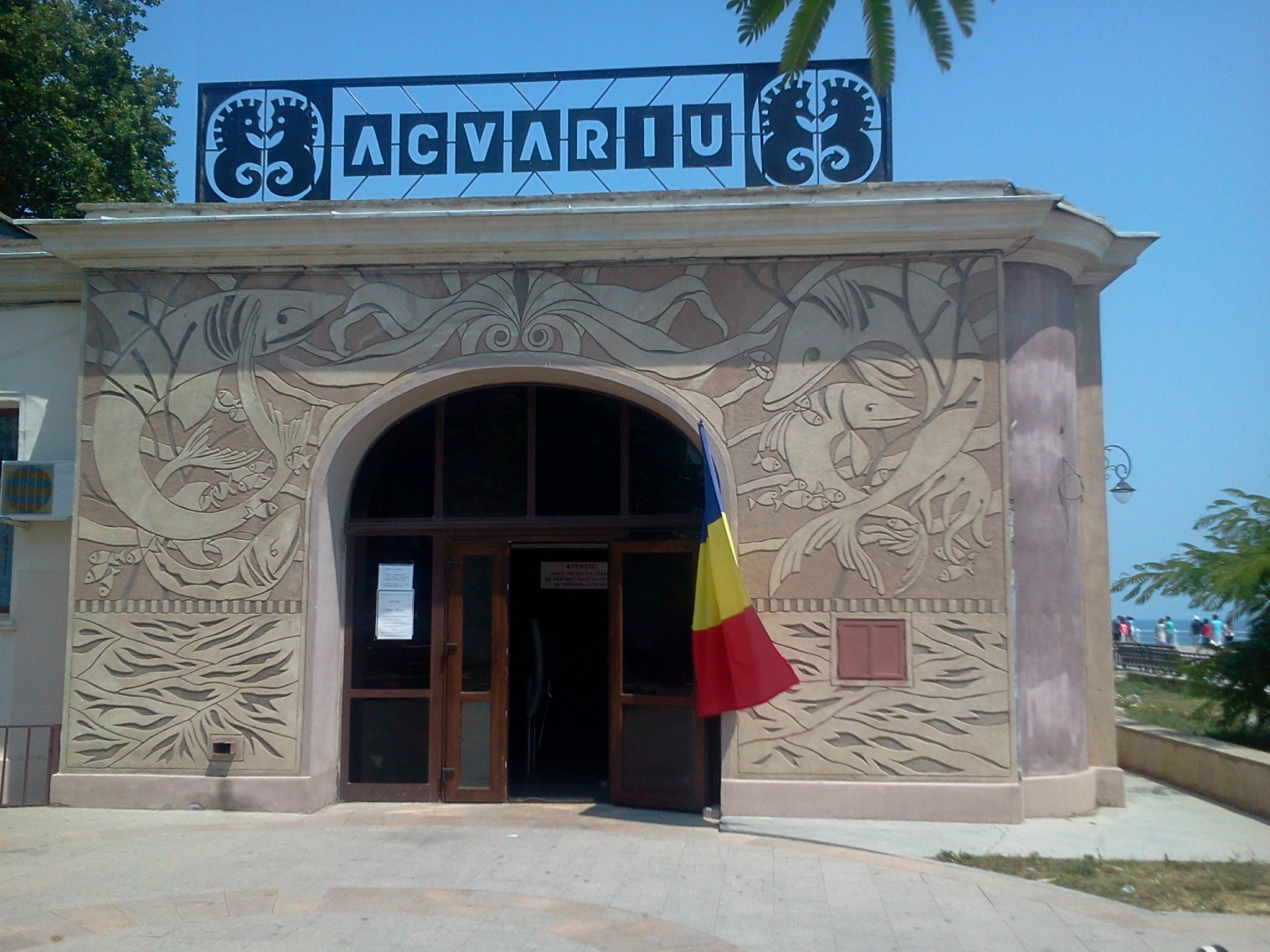
Acvariul „Pr. Ion Borcea” din Constanța
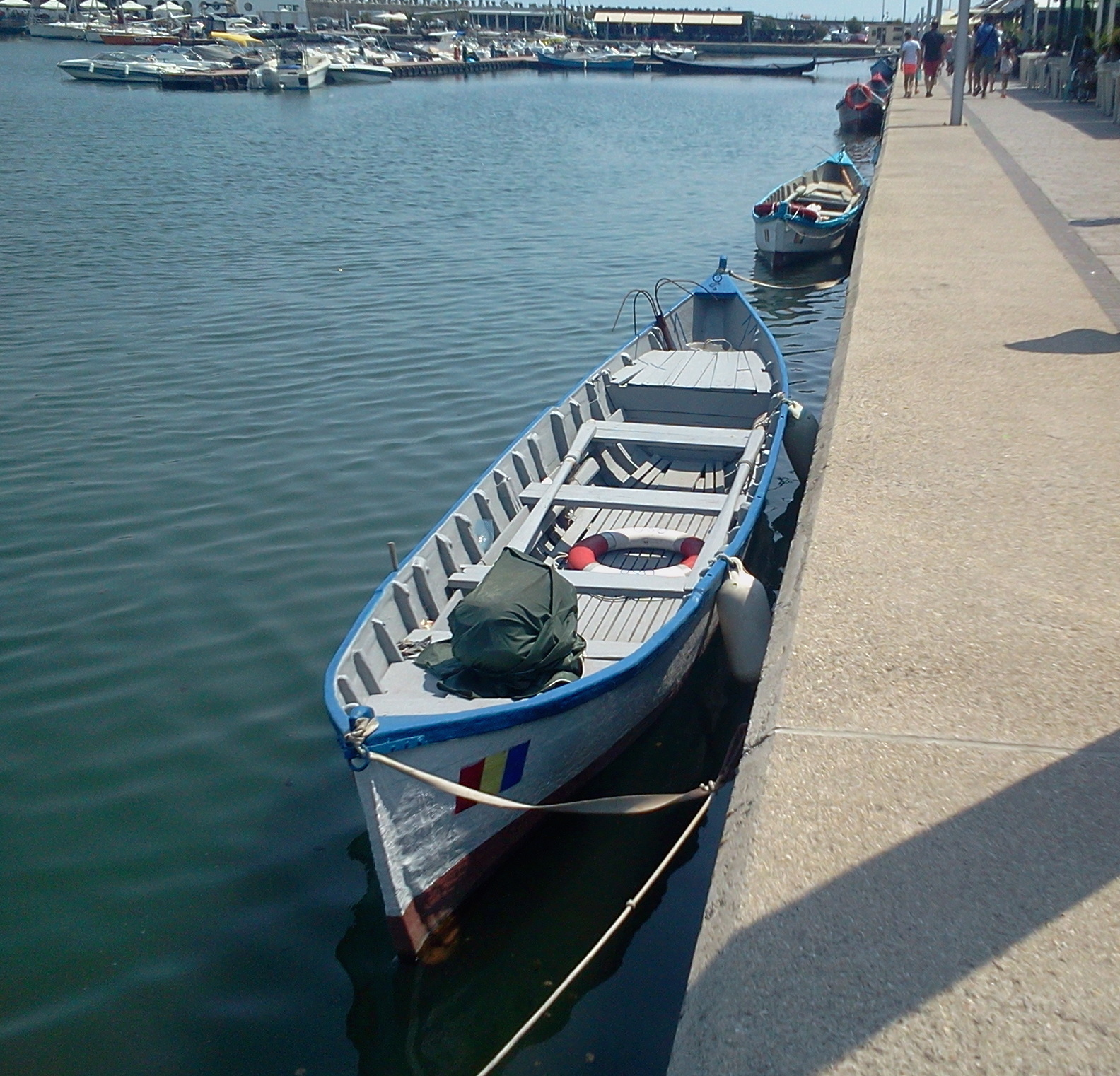
Lotci de pescuit în portul Tomis
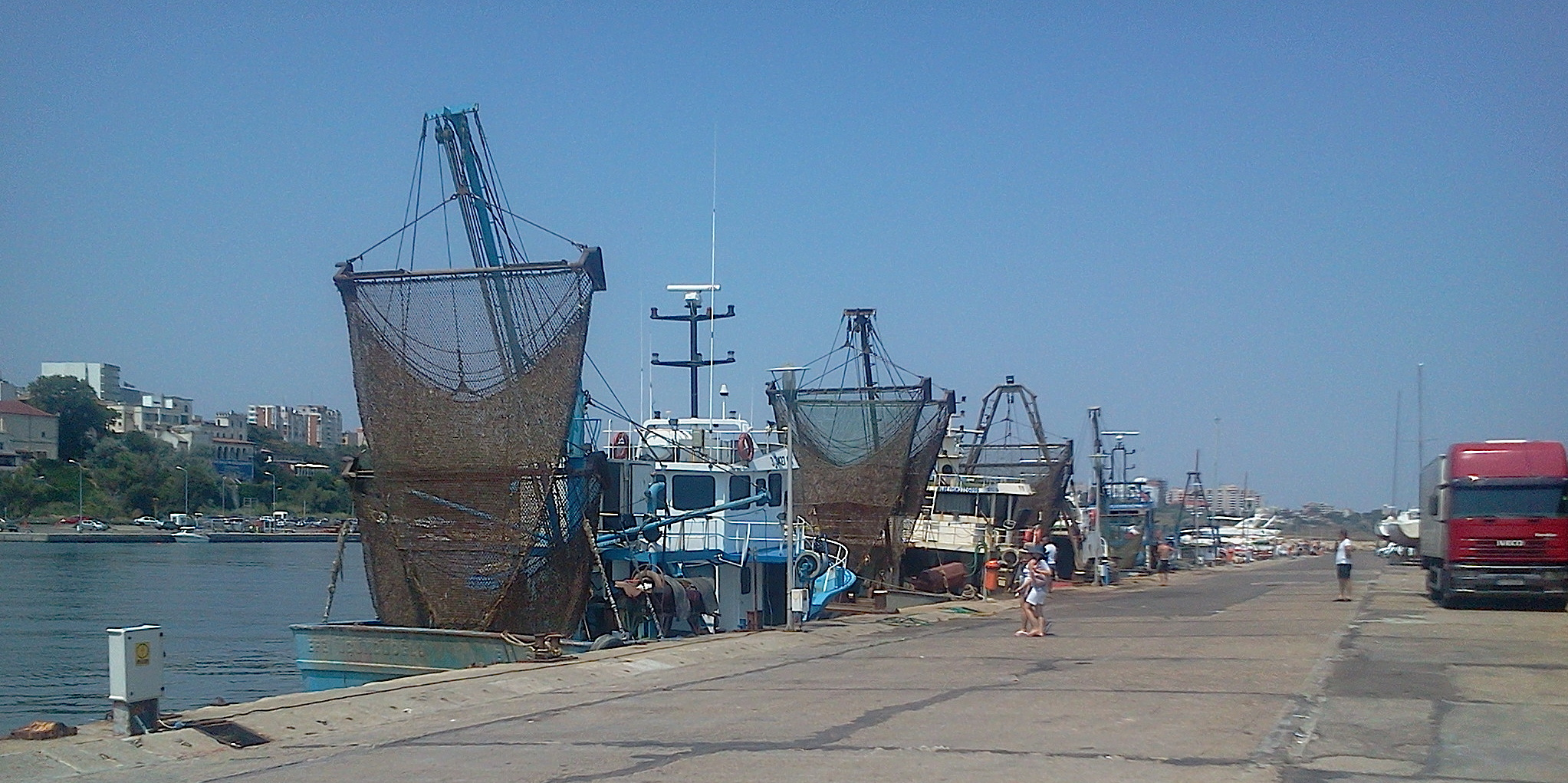
Pescadoare în portul Tomis